# Csallóközaranyos
Csallóközaranyos (szlovákul Zlatná na Ostrove, latinul Aureus) község Szlovákiában, a Nyitrai kerületben, a Komáromi járásban. Területe 35,41 km².

## Fekvése
Az Alsó-Csallóközben, Komáromtól 9 km-re nyugatra, a Duna bal partjának közelében fekszik, a folyó Áccsal átellenes oldalán. Keletről Komárom, északról Megyercs, nyugatról Ekel és Nagykeszi, délről Ács és Komárom magyar része határolja. Érinti a Komárom-Pozsony közti 63-as főút és a vasútvonal is (2 megállóhely Aranyoson és Felaranyoson). Mellékút köti össze Megyerccsel (6 km). A Duna-töltésén halad el a Duna-menti kerékpárút.
Csallóközaranyos község katasztere három településrészre oszlik: Aranyos (Zlatná na Ostrove), Felaranyos vagy Fölaranyos (Horná Zlatná) és Nagylél (Veľký Lél). A községhez tartoznak még Bükpuszta (vagy Bökpuszta) és Ontopa puszták is. Előbbi egy, a török harcok korában elpusztult középkori falu helyén fekszik.

## Megnevezése
Neve az egykori csallóközi aranymosással függ össze. Első írásos említése 1094-ből származik „Locus Aureus” néven.[forrás?]
A falut Aranyosként nevezték, míglen 1909-től hivatalos nevét Csallóközaranyosként állapították meg és hirdették ki. E forma használata szórványosan azonban legalább 1904-től adatolható, az 1898/IV. törvénycikk 2. és 3. §-a alapján. E hivatalos magyar megnevezése az első bécsi döntést követően sem változott.
Az 1994-es ún. táblatörvény, majd az 1999-es kisebbségi nyelvhasználati törvény, illetve 2012-ben az aktuális szlovák kormányrendelet ugyanezen magyar név használatát írta elő a szlovákiai hivatali érintkezésben. A szlovák jogrend értelmében a településeknek vagy azok részeinek azonban ma is csak egy hivatalos szlovák neve van, tehát mindettől függetlenül a magyar helységnévhasználat a kormányrendeletek mellékletei ellenére nem minősülnek hivatalos magyar helynévnek Szlovákiában.

## Élővilága

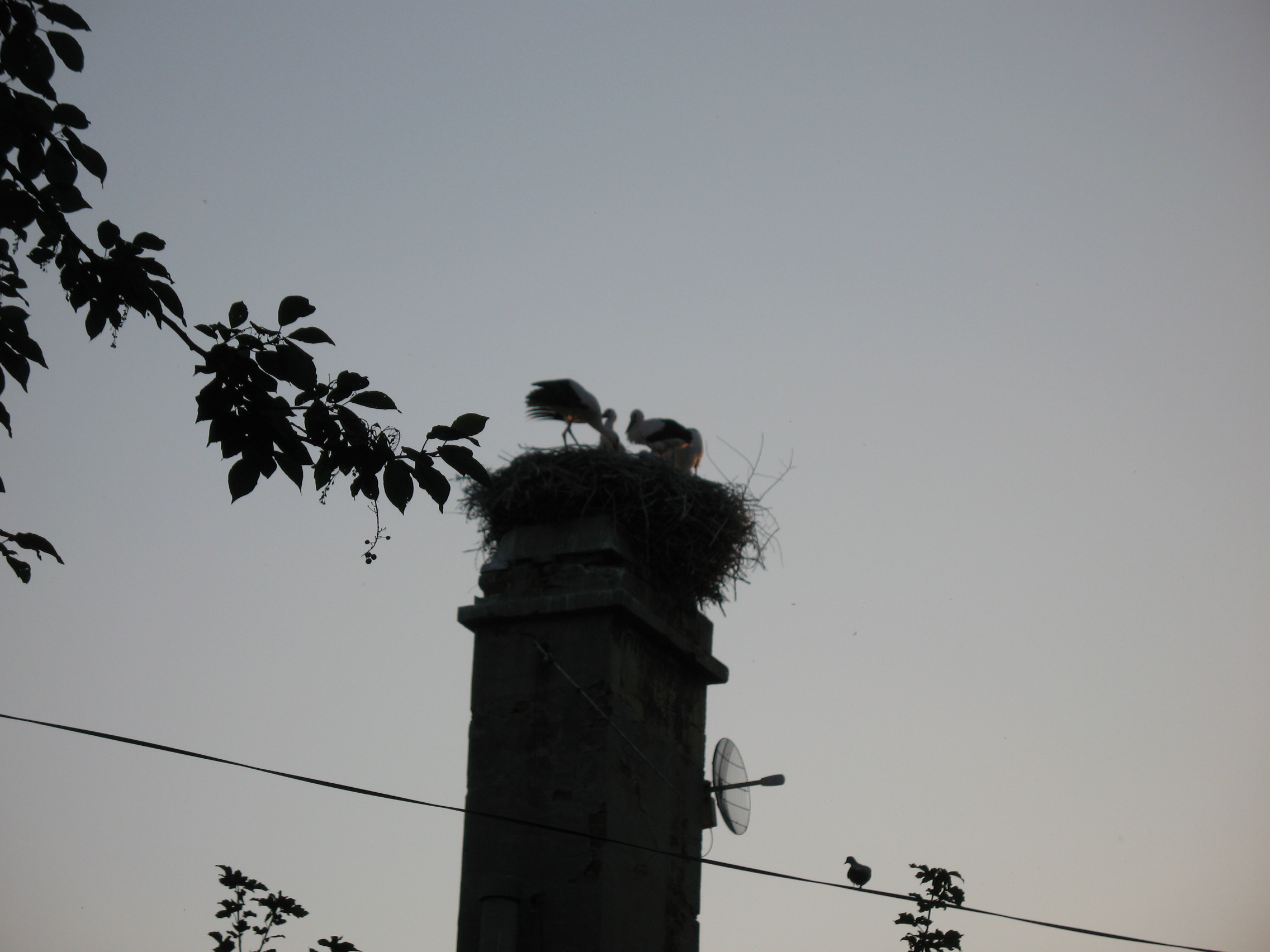
2013
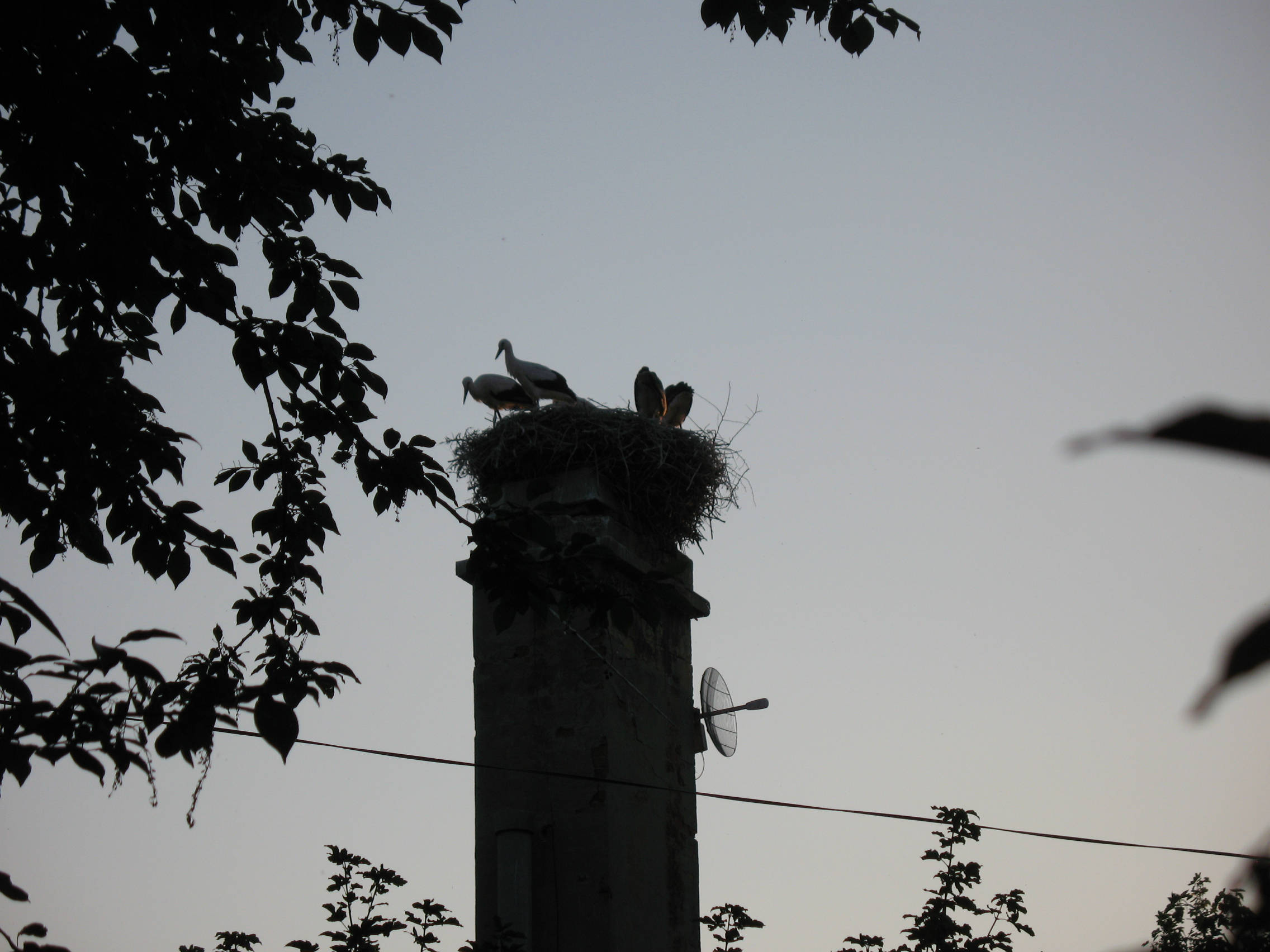
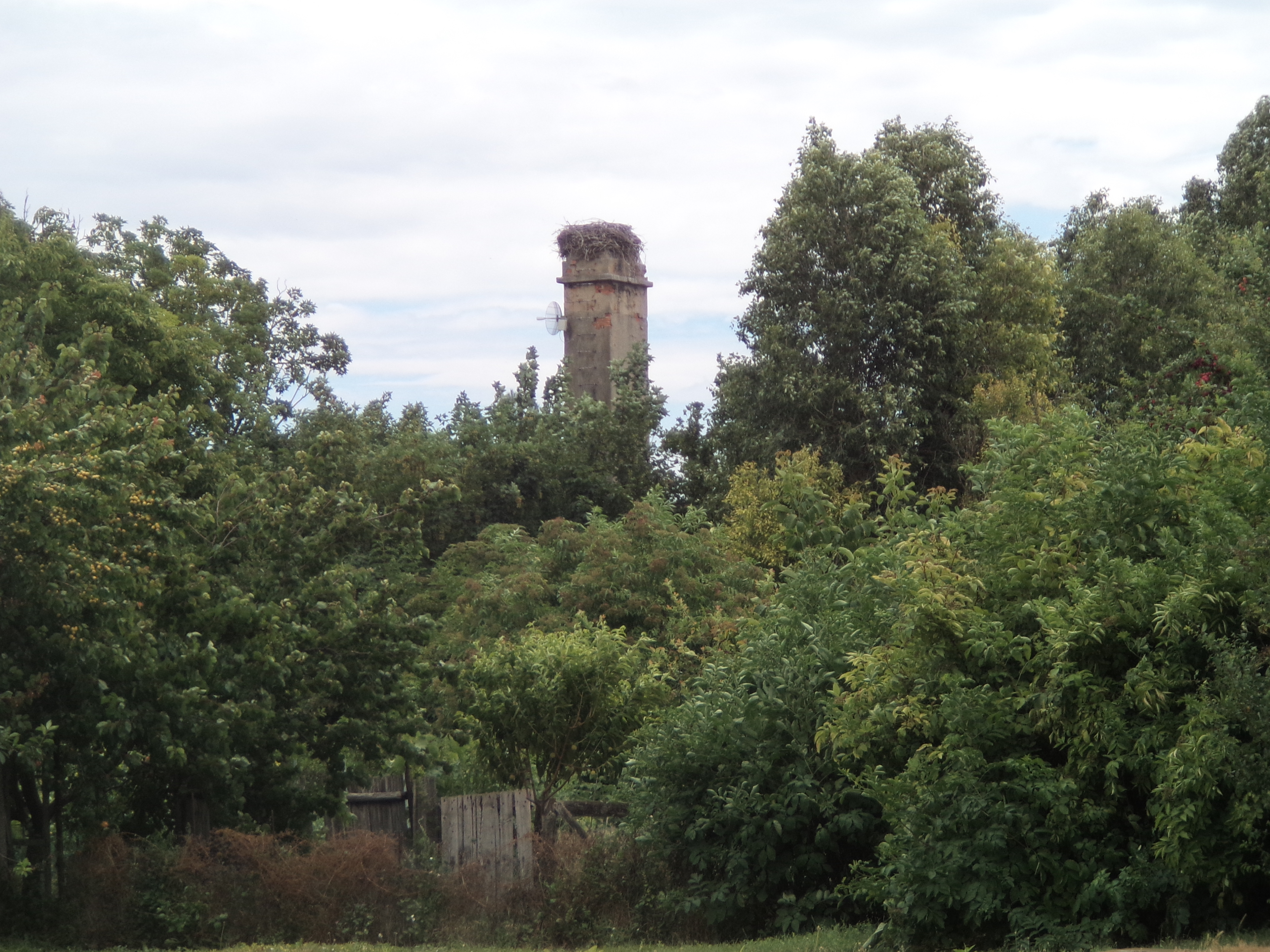
2016
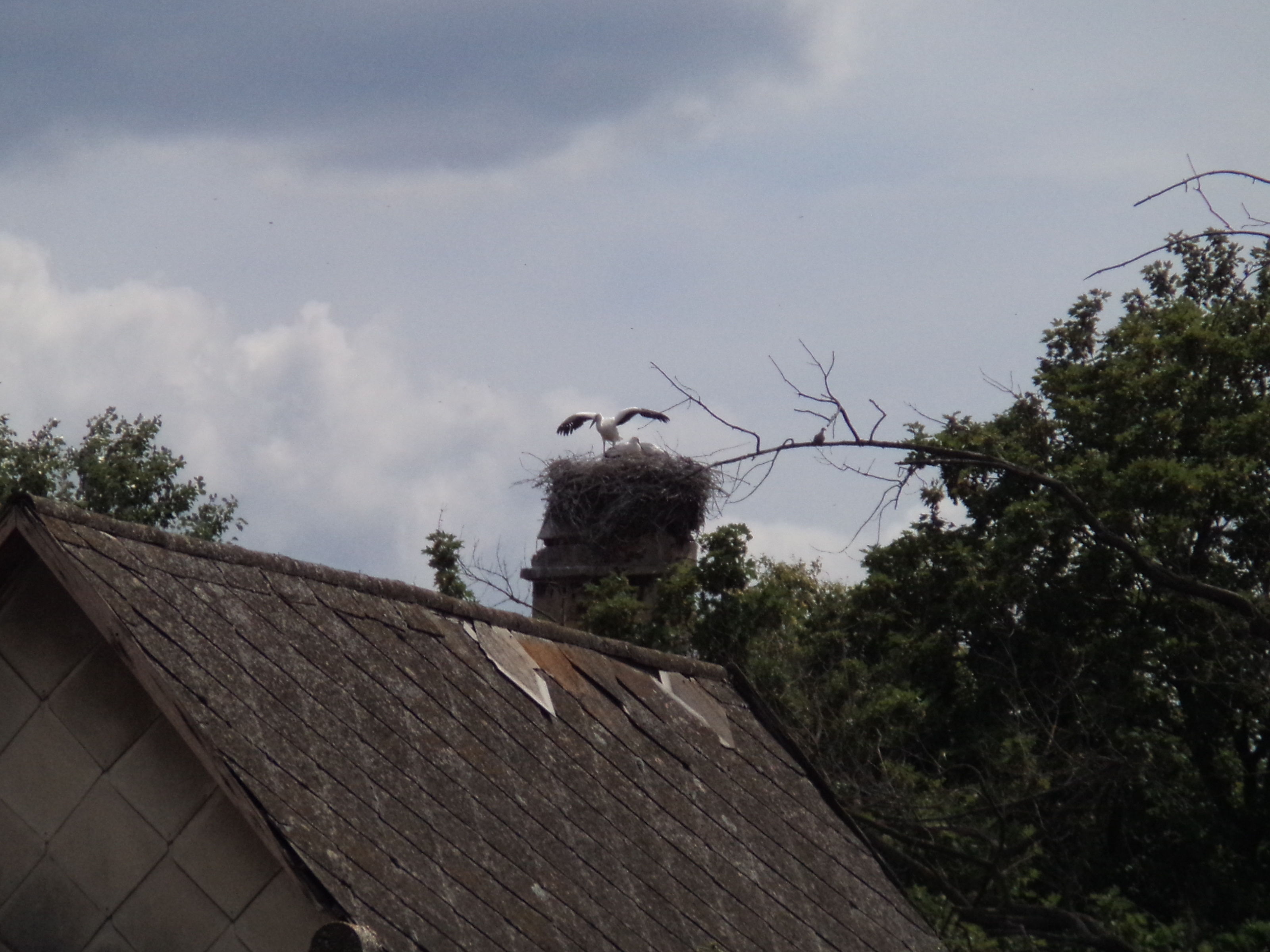
2020
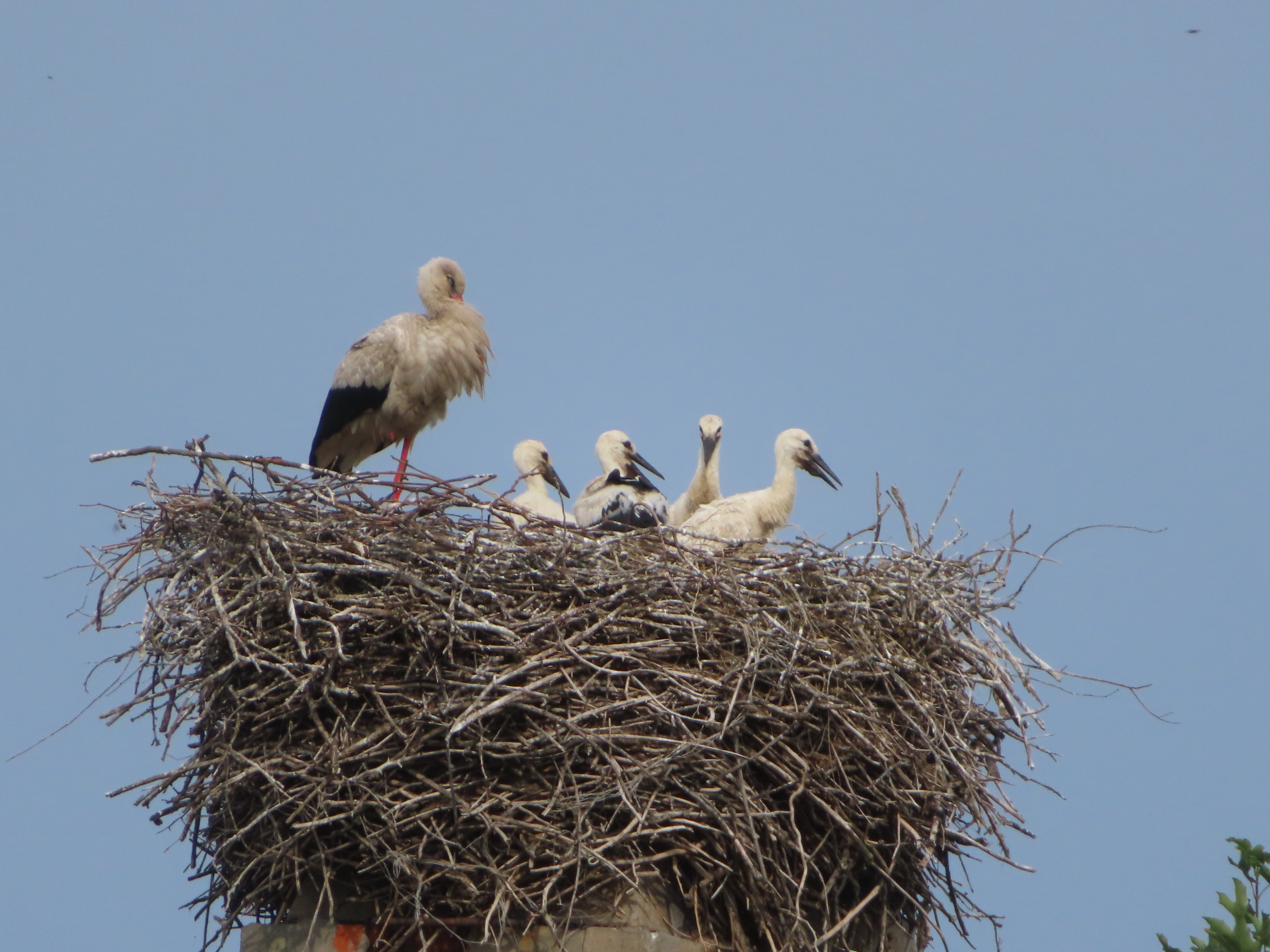
2024
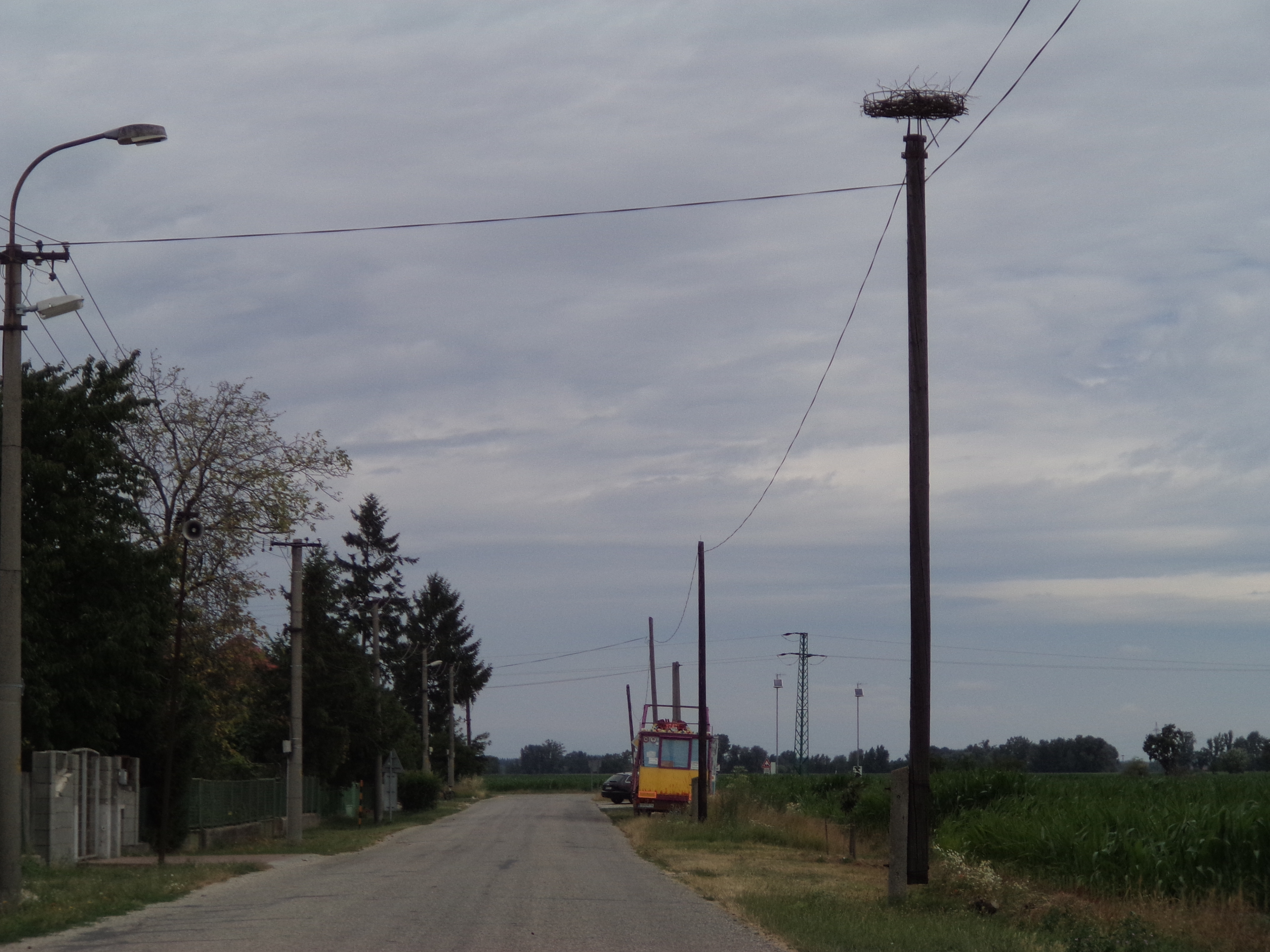

A faluban két gólyafészket tartottak számon, melyek közül az egyik már régóta üresen állt. A pékség kéményén lévő fészekbe 2009-ben villám csapott és az egyik felnőtt gólya elpusztult. Ennek ellenére 2011-ben és 2012-ben is 3, 2013-ban 5 fiókát számoltak össze. 2014-től nem volt sikeres költés. 2017-től változó a fiókaszám.

## Története
A falu helyén már a kőkorban is éltek emberek, Nagylélen sok római kori emlékre bukkantak (többek között egy híd maradványaira).[forrás?] Első írásos említése 1094-ből származik „Locus Aureus” néven. 1267-ben IV. Béla, majd 1277-ben Kun László látogatta meg az aranyosi vadászterületeket. 1330-ban aranyosi nemesek osztozkodtak visszaszerzett birtokaikon. 1356-ban aranyosi nemesek fivérük özvegyének kifizették az őt illető hitbért és jegyajándékot.
A falu eredetileg a Duna-part közelében feküdt, de a 17. században a folyó a partot alámosta és Aranyost mai helyén építették fel. Az új falut az Érsekújvárt megszálló törökök 1676-ban felgyújtották, ezután hosszú ideig lakatlan volt.
Határában feküdt az egykor a gróf Cseszneky család birtokában lévő Bök (Alsó- és Felsőbök) falu, melynek lakói a török támadások elől Aranyosra menekültek és később sem települtek vissza. A 18. században települt újra, a szomszédos településekkel (Nagylél, Örkény, Ontopa, Fölaranyos) előbb Aranyos, majd 1908-tól Csallóközaranyos néven egyesült. 1787-ben 104 házában 837 lakos élt.
Vályi András 1796-ban kiadott geográfiai szótárában így ír róla: „ARANYOS. Alsó, és Felső Aranyos, két magyar falu Komárom Vármegyében, birtokosai több Uraságok, lakosai reformátusok, fekszik Komáromtól más fél mértföldnyire. Határjai középszerű termékenységgel bírnak, réttyek, ’s legelőjök nagy, más javaik is lévén második Osztálybéliek.”
1828-ban 110 háza volt 664 lakossal. A falut a 19. században hatszor öntötte el az árvíz, 1890-ben pedig csaknem teljesen leégett. 1847-ben az Erdélyből érkező sáskajárás pusztított, sok nádfedelű ház tetejét falták fel a sáskák.
Fényes Elek Komárom vármegye leírása című művében (1848) így ír Csallóközaranyosról: „Aranyos, magyar f. Komáromhoz nyugotra 1 1/2 mfdnyire, a posoni országútban, s az öreg Dunától csak 300 öl távolságra fekszik. A helység több, pusztákból egyesült, u. m. Aranyos, felső és alsó Örkény, alsó és felső Bök, Újtelek, Vidaháza és Aranyostelekből; és hajdan ott volt, hol most a Duna közepe van; de mivel a Duna nagyon szaggatta, lakosai jelen helyökre költöztek. Aranyos nevét hihetőleg onnan vette, hogy valamint hajdan, úgy most is sok aranyat rak-le az iszap a Duna zátonyain, mit az aranyászok kimosván, Győrbe szoktak beváltás végett elvinni. Határa egészen róna, s a fennelőszámlált pusztákkal együtt 5365 hold, mellynek fele szántóföld, fele pedig rét és legelő. Földe kevés székes területet kivéve, termékeny fekete agyag, melly búzát, rozsot, tengerit, árpát, zabot, kendert, repczét, burgonyát terem. A szarvasmarha- és lótenyésztés, valamint általjában a gazdaság jól űzetik. A Dunán kívül vannak több apró tavai, mellyek Poson megyei vizekkel telnek-el, s míg ki nem eresztethetnek, a legelőt és rétet pusztítják. A lakosok száma 1222, mellyből reform, férfi 398, nő 433; s ezeknek van itt anyaegyházuk, kath. férfi 165, nő 156; zsidóférfi 16, nő 19. Nyelvökre nézve magyarok; czigány van 17 férfi, és 18 nő. Az elöszámlált lakosok nagy-részt nemesek, mert összesen 181 nemescsalád lakik itt; a honnan úrbéri telkek sincsenek, hanem az egész határ allodialis nemesi birtok. Egyébiránt van 39 zsellér, 4 szabó, 3 kovács, 3 csizmadia, 1 asztalos, 1 pintér, 1 czipész, 6 molnár, kik a révkomáromi czéhhez tartoznak, 5 takácsmester, és 2 kontár takács, 1 kontár czipész. A lakosok főfoglalatossága földmívelés lévén, az elősorolt kézmívesek is részben ezt űzik. — Birtokosok: Magyary, Hollósy, Domonkos, Pázmány, Csóka, gr. Zichy, Nagy, Vörös, Sándor, Aranyosy, Karácsonyi, Csepy, Molnár, Farkas, Csényi, Töltésy-Mészáros, Csejtey, Osvald, Németh, Balogh, Vízváry, Both, László, Deáky, Szarkass, nemes családok.”
Borovszky Samu monográfiasorozatának Komárom vármegyét tárgyaló része szerint: „Aranyos, dunamenti magyar nagyközség, 286 házzal és 928 ev. ref. és 709 róm. kath. vallású lakossal. Van postája, távírója és vasúti állomása. Ősidők óta megült hely, melynek kőkori leletei nevezetesek; a szomszédos, de e községhez tartozó Nagylél pusztán pedig számos római leletre bukkannak és egy hajdani római hídnak az alapépítménye ma is látható. Okleveles említése is már 1094-ben történik, Aureus locus néven, a mikor itt Dávid herczeg a tihanyi apátságnak birtokot adományoz. Framatiának is nevezték. 47Nevét tulajdonképpen a Duna aranyt hordó fövenyéről vette és lakosai aranymosással foglalkoztak. 1267-ben IV. Béla is megfordult itt és ez alkalommal Zolut fia Sebestyént, a szolgagyőri várszolgák közűl, nemesi rangra emelte. Ebben az időben egy másik Oronos nevű falu is felmerül; ez a mai Felaranyos puszta, Ekel határában. 1277-ben IV. László is járt Aranyoson és innen keltezte egyik oklevelét. 1356-ban Aranyosi Koncha Miklós, majd Cylewan nevű nemes özvegye vannak említve birtokosokként, 1437-ben Kistanyi Lewkes Mátyás, 1485-ben Aranyosi Konthia Mihály fia Péter, 1511-ben pedig Csóka Albert és Aranyosi Gáspár diák. Egy részére 1581-ben Sigmondics Péter, fia Gáspár, ennek mostohája, Nagy István és Maizin György királyi adományt nyernek. 1615 előtt Pázmány Ferencz, 1615-ben pedig Csabay György neje Csóka Erzsébet, alsóaranyosi birtokukat Pál Jánosnak zálogosítják el. 1700-ban Sándor Istvánt iktatják több nemes telekbe. 1848-ban huszonöt nemes közbirtokosa volt. Most Karcsay Lászlónak, Uray Imrének, Brokes Istvánnénak és Erdélyi Istvánnak van itt nagyobb birtokuk. Említésre méltó négy urilaka, melyek közül az egyiket Magyary Kossa József építtette s ez most Beniczky Lajosnéé, a másikat Szathmáry Dániel építtette, s ez most Brokes Istvánnéé, a harmadikat Erdélyi Pál építtette, ez Parall Ferencznéé, a negyedik Karcsay Lászlóé, melyet ő maga építtetett. A község egyházát Pázmány érsek is már a régiek között említi, de ez nem a mai református templom, mely csak 1794-ben épült. A református egyház több, XVII. és XVIII. századbeli érdekes ötvösművet őriz. A község mellett sánczolta el magát 1849-ben az osztrák sereg egy része. A mult század folyamán hat ízben pusztította az árvíz. Az utolsó árvízveszedelem 1899 szeptember havában volt, 1890-ben pedig nagy tűzvész pusztított a községben. Ide tartoznak Bökk, Nagyléh, Osztopa, Thebehát és Újtelek puszták. Ez utóbbi 1449-ben már a mai néven, az akkori írásmód szerint Wythelek alakban szerepel. Bökk puszta helyén hajdan Alsó és Felső-Bökk községek feküdtek. 1387-ben Alsou Buk, 1422-ben egyszerűen Bwk alakban a komáromi vár tartozékai. 1519-ben Felsőböki Markházy György és Alsóböki Jakab deák bírják. Úgy látszik, a török időkben pusztult el és szünt meg község lenni; 1700-ban egyik részére Sándor István kap királyi adományt. A mai Osztopa puszta nevében a hajdani Ontopa elpusztult község neve rejlik. Már 1449-ben szerepel. 1700-ig Aranyos sorsában osztozott s szintén a török dúlások alatt pusztult el. 1700-ban Sándor Istvánt iktatják itt egy részbirtokba, 1729-ben pedig a Jankovich és a Fejérváry családok voltak a földesurai. A mult század elején Ghyczy Mátyásnak volt itt birtoka és kastélya, mely most is a Ghyczy családé. Hajdan az érseki nemes székhez tartozott. A mostani Nagylél puszta Kis- és Nagylél helységek maradványa. 1434-ben találjuk első nyomát, a mikor Pál és Vilmos, fraknói grófok Molnári Kelemen győri püspöknek és testvéreinek, Istvánnak és Domonkosnak adományozzák. 1659-ben Körcsy Ferencz és Ilona bírják. 1697-ben Sembery Imre a maga itteni birtokát Szalay Istvánnak zálogosítja el. Később a Ruttkay, Karcsay, Szathmáry, Csajághy és a Justh családok voltak az urai. Ősi templomával együtt a török világban pusztult el. Az aranyosi határban olvadt Vidaháza puszta is, mely 1449-ben Wydhaza alakban van említve. A hajdani Felső-Örke falut ma csak egy útcza választja el Aranyostól. Már 1268-ban mint terra Vrkey a komáromi vár tartozéka volt. 1387-ben Ó és Új-Urke, 1449-ben pedig Ewrke fordul elő. 1460-ban Eörken még mindig komáromi várbirtok. A mai Asszonytelek nevű legelő is már 1268-ban van említve, Oxunteluke alakban. Aranyos község a XVII. században a Dunához közelebb feküdt, de a víz alámosta és nagy részét elpusztította. Ekkor telepedtek át a lakosok a mai helyre. A török világban elpusztult és sokáig néptelen volt. Újabb települését nagyban elősegítette a határában elpusztult községek lakosainak hajléktalansága, minthogy ezek a Dunától távolabb eső, mai helyére történt települése alkalmával, lakosságát jelentékenyen szaporították.”
Lakói mezőgazdasággal foglalkoztak. A molnárok céhe Komáromhoz tartozott. A trianoni diktátumig Komárom vármegye Csallóközi járásához tartozott, majd az újonnan létrehozott Csehszlovák államhoz csatolták. 1938 és 1945 között ismét Magyarország része.
A szocializmus alatt egy bányaelemeket gyártó (mára megszűnt) vállalat működött a faluban.

## Népessége
| Év:            | 1994. | 2004.   | 2014.   | 2024.   |
| -------------- | ----- | ------- | ------- | ------- |
| Emberek száma: | 2416  | 2558    | 2390    | 2380    |
| Eltérés:       |       | +5,87 % | -6,56 % | -0,41 % |

| Év:            | 2023. | 2024.   |
| -------------- | ----- | ------- |
| Emberek száma: | 2418  | 2380    |
| Eltérés:       |       | -1,57 % |

1848-ban 1222 lakosa volt, akik 181 nemesi családban éltek.
1880-ban 1667 lakosából 1587 magyar és 8 szlovák anyanyelvű volt.
1890-ben 1618 lakosa mind magyar anyanyelvű volt.
1900-ban 1683 lakosából 1682 magyar és 1 szlovák anyanyelvű volt.
1910-ben 1832 lakosából 1830 magyar anyanyelvű volt.
1921-ben 2081 lakosából 2032 magyar, 5 német, 41 csehszlovák, 1 egyéb és 2 állampolgárság nélküli volt. Ebből 1025 református, 967 római katolikus, 68 izraelita, 10 evangélikus és 11 egyéb vallású volt.
1930-ban 2219 lakosából 2004 magyar, 19 zsidó, 2 német, 95 csehszlovák, 15 egyéb és 84 állampolgárság nélküli volt. Ebből 996 református, 1137 római katolikus, 58 izraelita, 14 evangélikus, 3 görög katolikus és 11 egyéb vallású volt.
1941-ben 2149 lakosából 2133 magyar és 4 szlovák volt.
1970-ben 2634 lakosából 2421 magyar és 204 szlovák volt.
1980-ban 2651 lakosából 2433 magyar és 195 szlovák volt.
1991-ben 2481 lakosából 2297 magyar és 161 szlovák volt.
2001-ben 2566 lakosából 2322 magyar és 206 szlovák.
2011-ben 2404 lakosából 2045 magyar, 282 szlovák, 21 cigány, 9 cseh, 3 ukrán, 1-1 horvát és orosz, 2 egyéb és 40 ismeretlen nemzetiségű volt.
2021-ben 2428 lakosából 1788 (+64) magyar, 324 (+33) szlovák, 8 cigány (+14), 6 egyéb és 302 ismeretlen nemzetiségű volt.

## Önkormányzat

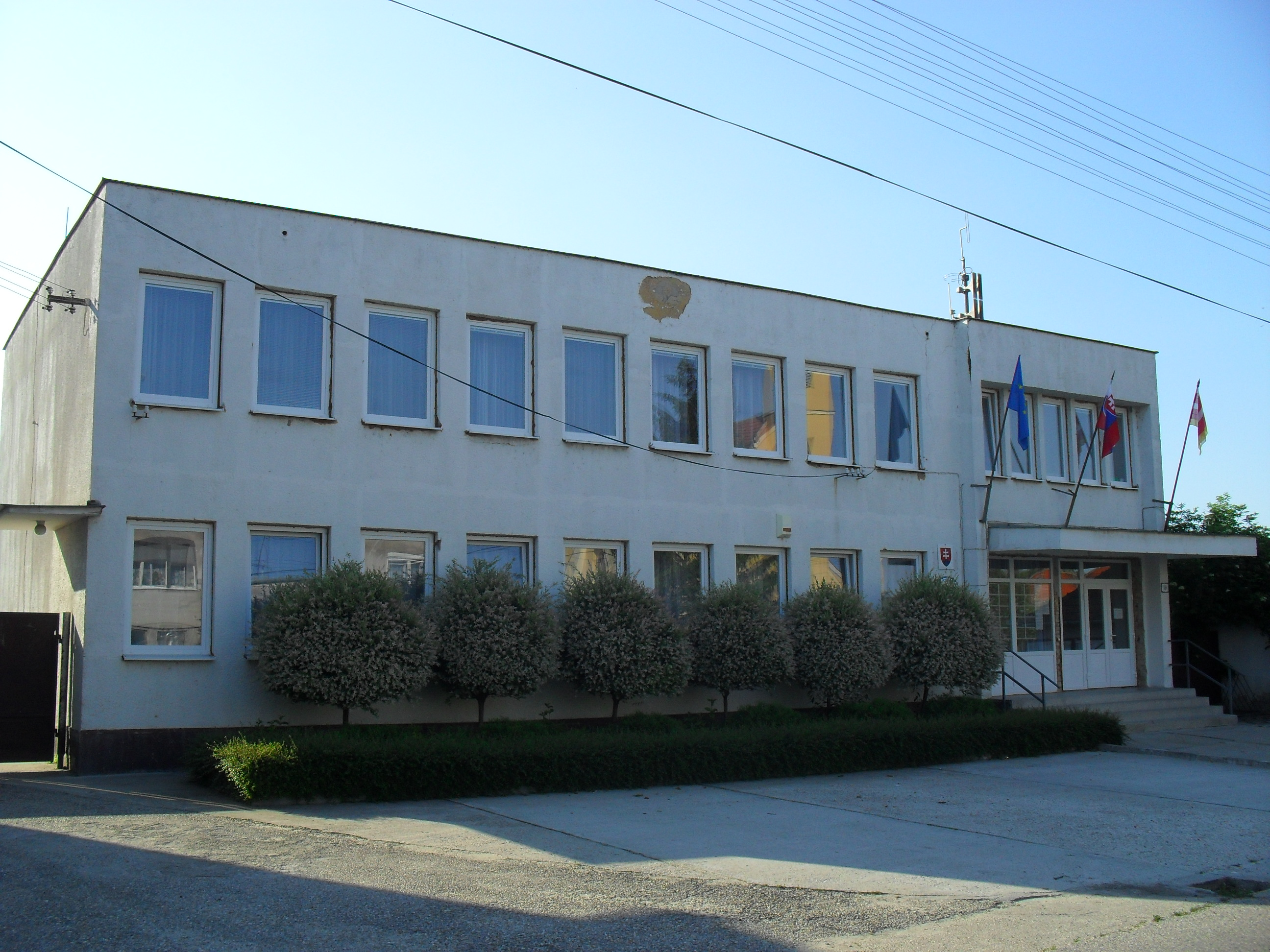
A községi hivatal épülete

A község élén a polgármester (2002 óta Varjú Éva, korábban Hegedűs Sándor) és a képviselőtestület áll.
A község jelképei a címer és a zászló, melyeket 1995. augusztus 31-én fogadtak el. A község zászlaja a címer színeit követi, 5 sávból áll: sárga (1/7), piros (2/7), fehér (1/7), piros (2/7), fehér (1/7).

## Településrészek
- Felaranyos (Horná Zlatná) – Első említése 1268-ból származik, a komáromi várhoz tartozott. 1485-ben az Aranyosi család birtokaként említik, majd később a Zichy család birtoka volt. Fényes Elek így ír róla: „Felső Aranyos puszta fekszik Aranyos helység melleit északra, s áll 1242 2/8 holdból, melly közt belső telek 8 1/8 h. szántóföld 407 1/8 h. rét 9 3/8 h. erdő 4 4/8 h. lapos 10 5/8 h. legelő 792 4/8 hold. — Fekete agyagfölde középszerű termékeny, búzát, rozsot, árpát, zabot és repczét terem, legelője, ha az árvizek által el nem boríttatik, szarvas marha- és birkatenyésztésre igen alkalmas. Lakosok száma 26 lélek. Földesura gr. Zichy István. Hajdan a komáromi vár urodalmához tartozott.”
- Nagylél (Veľký Lél) – Valószínűleg a római korban őrtorony állt itt. A legenda szerint itt táborozott a csehek felett aratott győzelme után Lehel vezér. Első írásos említése a 13. század közepéről származik, amikor a fraknói grófok birtoka volt, később Komárom várának előretolt erődítménye lett. Birtokosai voltak a Ruttkayak és a Karcsayak, Karcsay László kúriát is építtetett. Fényes Elek így ír róla: „Nagy Léel, magyar hely Aranyos szomszédságában, a kis Duna partján, Komáromhoz nyugotra 1 1/2 mfdnyire. Határa 957 holdra terjed, s ezenkívül a kis és nagy Duna közt van egy 200 holdnyi szigete, melly hasznos szénatermő, vagy erdős és vesszős területekből áll. A 957 holdból mintegy 800 h. szántóföld, a többi legelő; van 5 holdnyi szőlője is homokos kerti földében és gyümölcse. Földe jól terem mindennemű gabonát; állattenyésztés, mint tagosított birtokban csak istállórul történhetik, azonban juhok is tartatnak. — Népessége 166, u. m. 94 férő, 66 nő; vallásra nézve 151 r. katholikus, 9 református, 6 zsidó; polgári állapotot tekintve 5 nemes családot kivéve, a többi nemnemes; kik földmívelésen kívül napszámból élnek. Van 2 molnár mestere, és 26 zsellére. Földesurai: Juszt, Rutkay, Karcsay és Szathmáry. Régi templomának fala csak néhány évvel ezelőtt pusztult el egészen; a templomot tudniillik a törökök elpusztítván, csak fala maradt meg sokáig a temető közepén, de a földesurak ezt is szétszedették.” Az 1920-as években a Daxner-féle telepítési szövetkezet 22 szlovák kolonista családot telepített le Nagylélen. 1930-ban 120-an éltek itt.[20]
- Ontopa – a pusztát 1449-ben nemesi faluként említik, a 18. században Ontopai Siskovich Antal birtoka volt. A 19. század elején Ghyczy Mátyás földszintes kúriát épített itt. Itt található a Kakal-tó is. Fényes Elek szerint: „Ontopa, az érsekléli papnemesi székhez tartozó kis puszta, Aranyoshoz 1/4 órányira. Határa csak 174 hold, s ez is mind szántóföld. Birtokosa Ghyczy Mátyás táblabíró úr, kinek itt derék lakháza és gazdasága van.”

## Nevezetességei

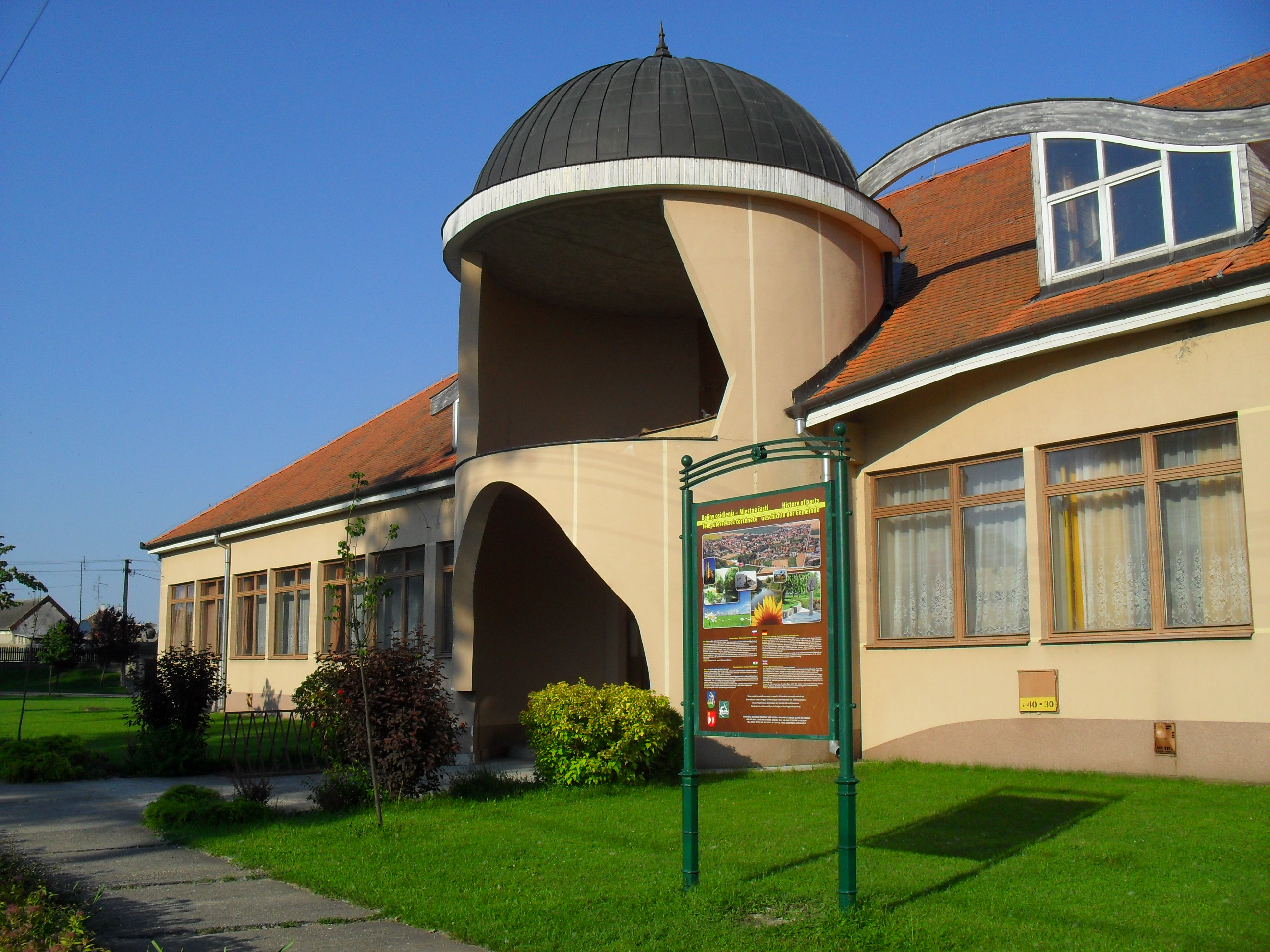
Az új kultúrház a falu központjában

- A Magyari Kossa-kúria 1769-ben, a felaranyosi Zichy-kúria 1800-ban épült klasszicista stílusban, 1899-ben egy lakószárnnyal bővítették. Szép park tartozik hozzá.
- Nagylélen a 19. század közepén épült klasszicista stílusban a Karcsay-Schwarz-kúria. Itt áll az 1935-ben épített Révész-kastély is (ma a mezőgazdasági szövetkezet használja). A falu 170 éves nagy fakeresztjét – amelyre az 1965-ös nagy árvíz után évtizedekig szétszedve vigyáztak – 2002-ben állították vissza.[21]
- A református templom 1794-ben, a római katolikus templom 1935-ben épült.
- Határában él Európa legnagyobb madara: a túzok.
- A Léli-sziget (Veľkolélsky ostov) értékes ártéri növénytársulásaival védett terület. Számos csehszlovák mesefilmet forgattak itt. Élővilága igen gazdag: a Duna felőli magas partoldalban jégmadarak és partifecskék fészkelnek, az északkeleti oldalon, a több helyütt náddal benőtt iszapos parton pézsmapockok tanyáznak. A ligeterdőben előfordul a fekete gólya, a fekete harkály és a zöld küllő, de vannak hollók, függőcinegék és búbos bankák is. A rétisas nem fészkel a területen, de tél végén gyakran megjelenik. A partot helyenként törpefüzek szegélyezik, a déli szegély egy része pedig a csallóközi fűz-nyár-ligeterdők utolsó maradékaként 1974-ben természetvédelem alá került. Itt a fehér-, szürke- és feketenyárak közé magas kőris és mezei szil is vegyül. A sziget belsejében nagy kiterjedésű ártéri rétek találhatók, ahol megél a nyári tőzike, a kakukktorma és a csillagvirág, de itt-ott hatalmas tölgyfák is állnak. A holtág vizét részben sulyom és rucaöröm borítja, a víz szélén káka, békabuzogány, nyílfű, réti füzény és füzike is él.[22]
- A Dunán számos vízimalom működött, a Katinka nevű gőzmalom 1921-ben épült és ma újra üzemel.

## Neves személyek
- Itt született 1836. április 1-jén Pázmány Dániel Csanád vármegyei főlevéltáros és református lelkész.
- Itt született 1839-ben Sándor Miklós megyei tiszti főügyész.
- A község református lelkésze volt Kóczán Mór, az 1912-es stockholmi olimpia bronzérmes gerelyhajítója. Róla nevezték el a helyi magyar nyelvű alapiskolát és a községi sportcsarnokot.
- Itt dolgozott Böszörményi János (1928-1993) szlovákiai magyar pedagógus, helytörténész.
- Itt dolgozott Jarábik Imre (1942-2019) szlovákiai magyar karnagy, népművelő.
- Itt dolgozott Kiss Péntek József (1951-2018) felvidéki magyar író, rendező, tanár.
- Itt dolgozik Z. Németh István (1969) felvidéki magyar költő.
- Itt nőtt fel Molnár Gusztáv (1986) magyar színművész.
- Itt élt Beniczky Lajos (1845-1910) alispán, 1910-ben Komárom vármegye és város főispánja.
- Itt szolgált Czigány Imre (1917-1985) plébános, meghurcolt magyar pap.

## Képtár

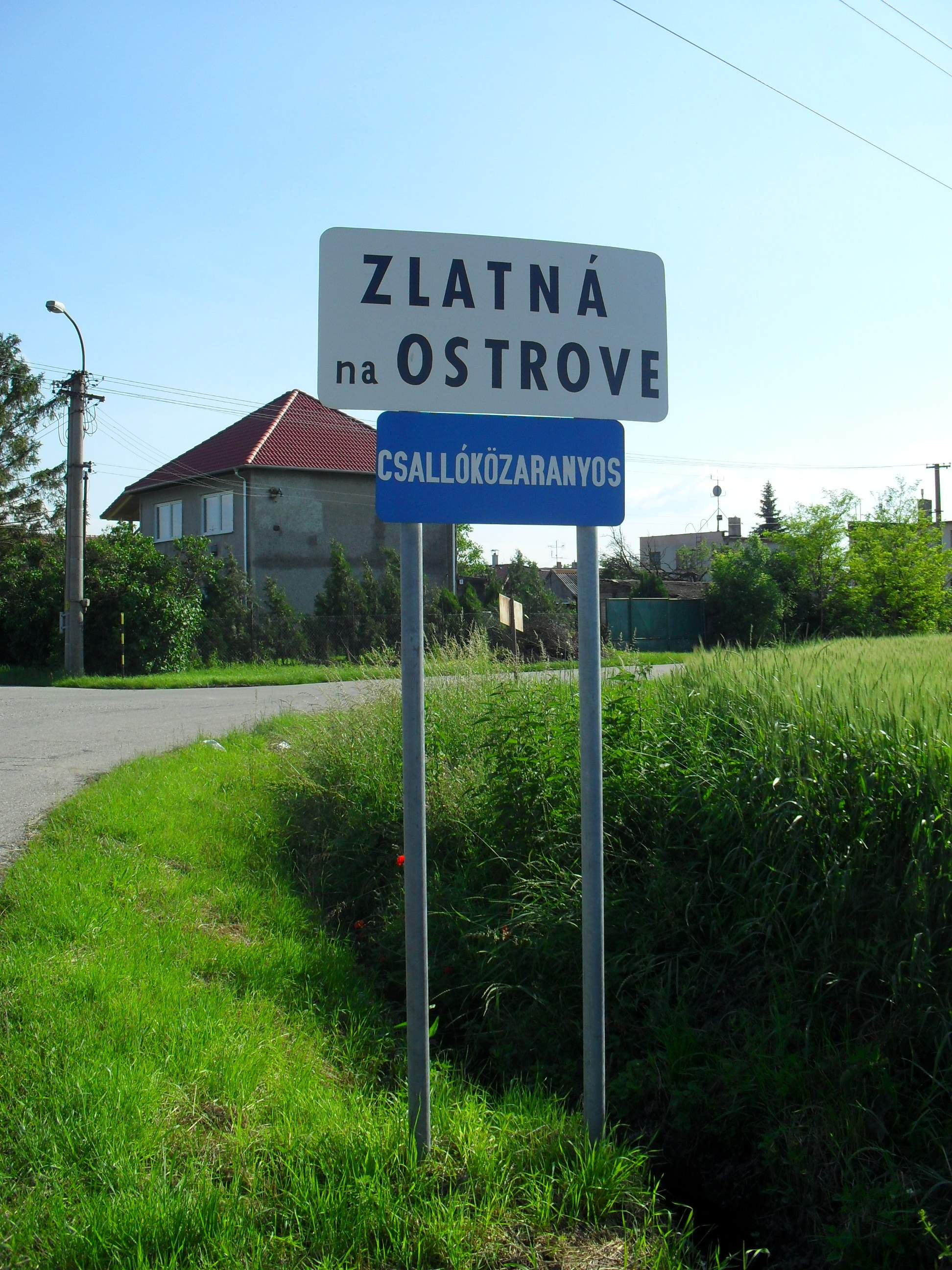
Helységnévtábla
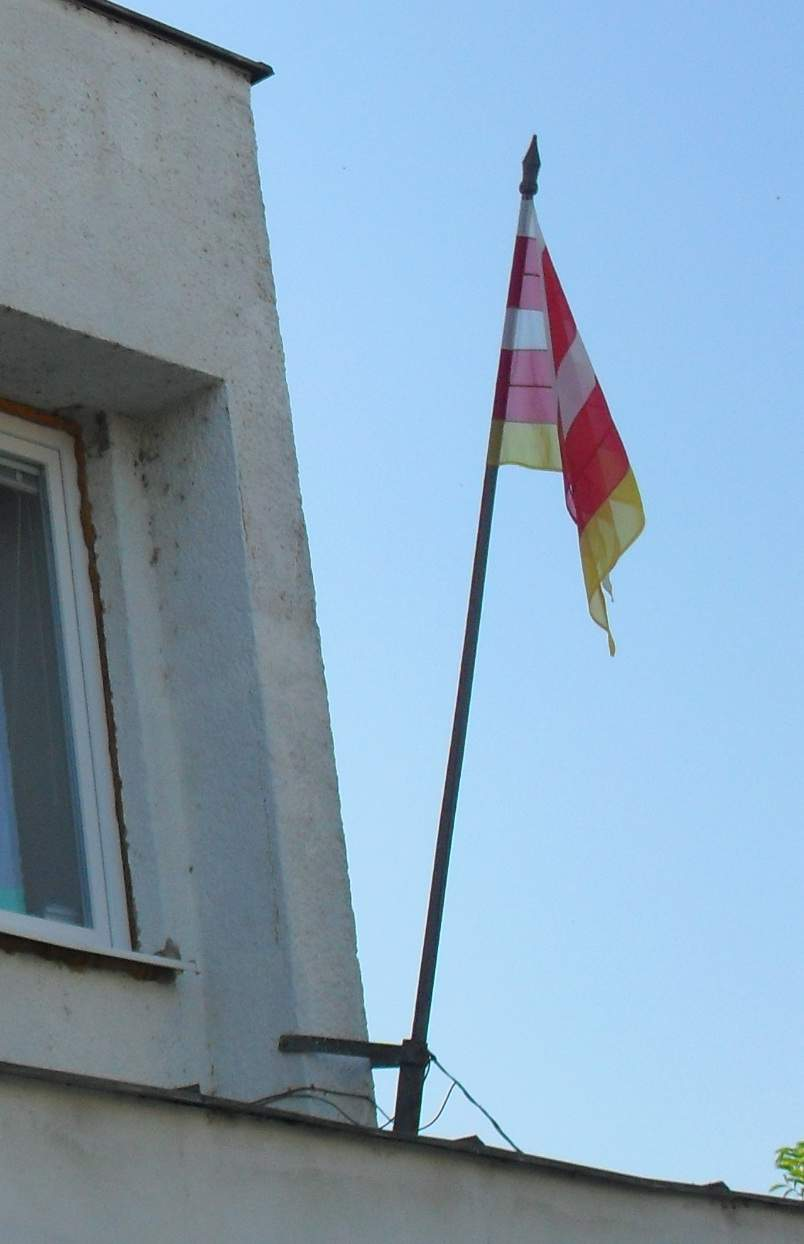
Csallóközaranyos zászlaja
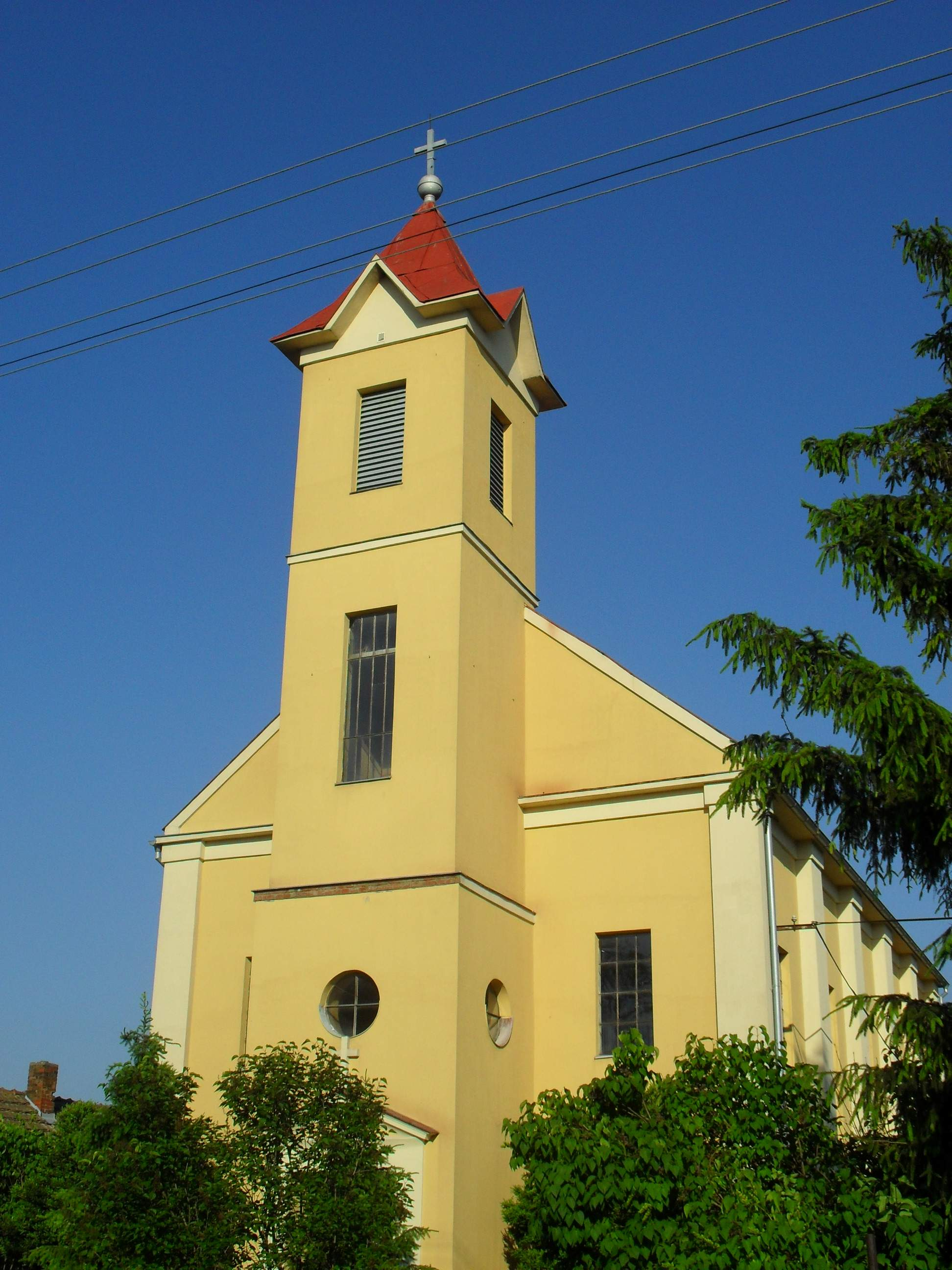
A katolikus templom
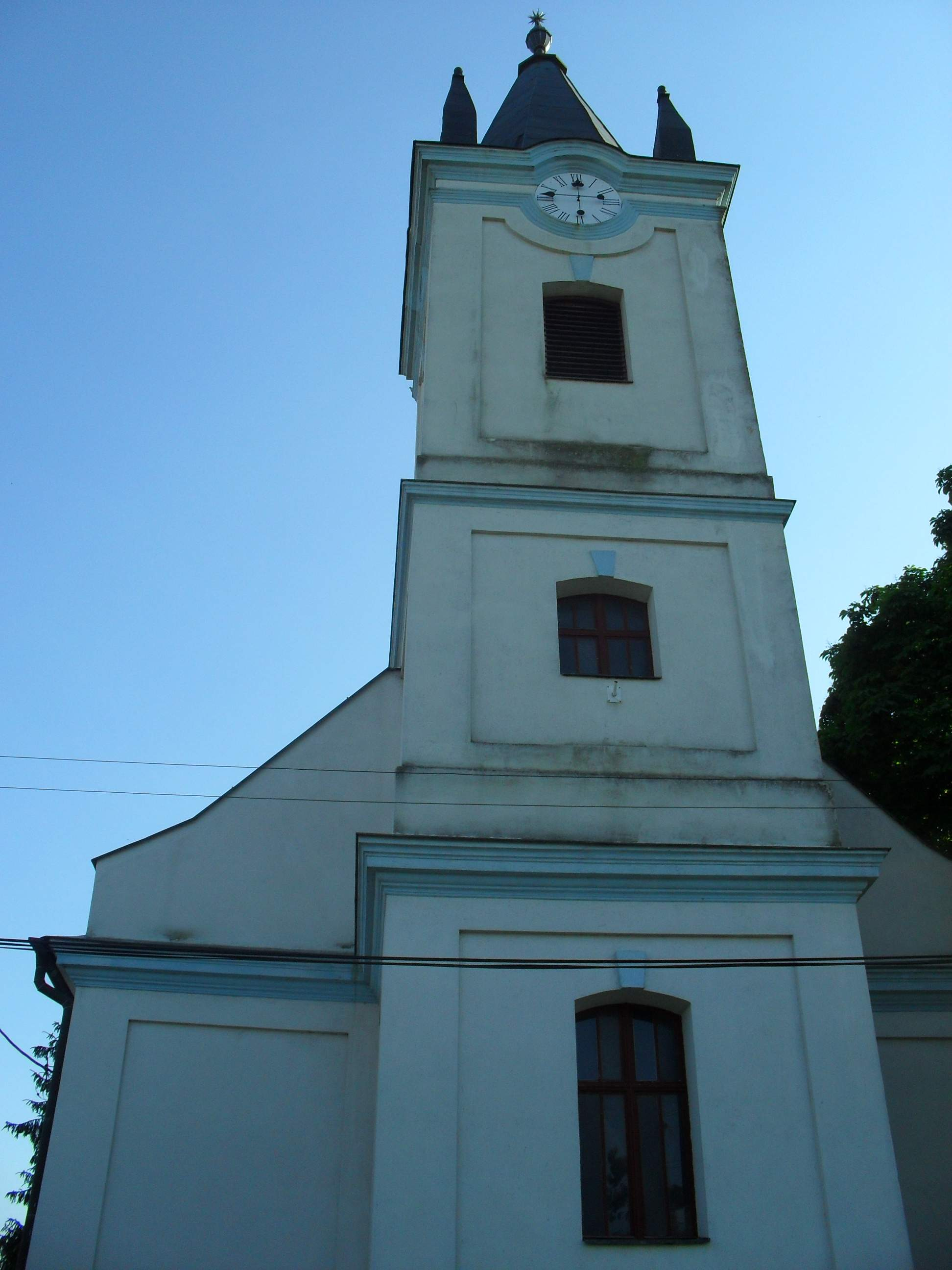
Református templom
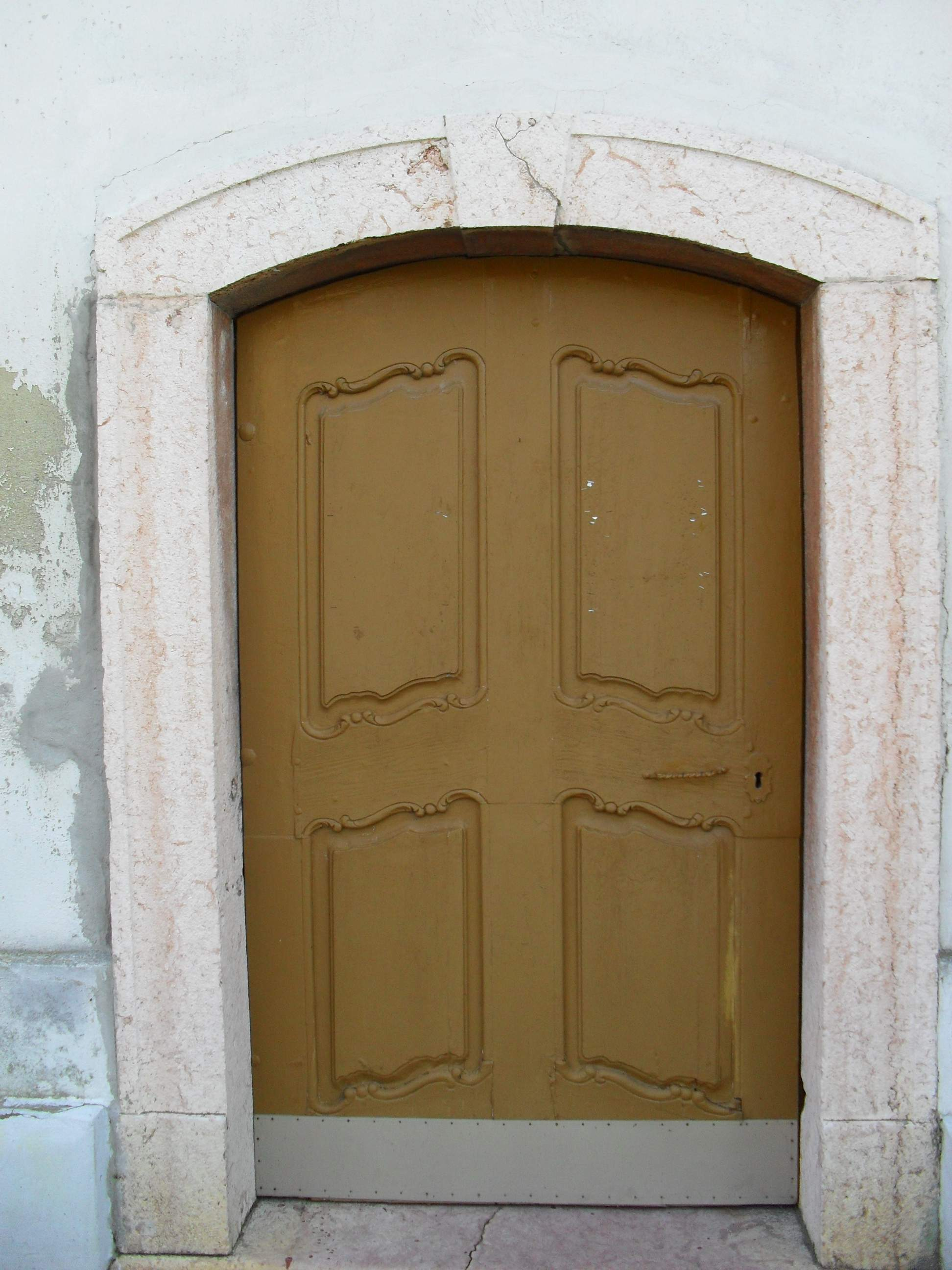
Református templom – kapu
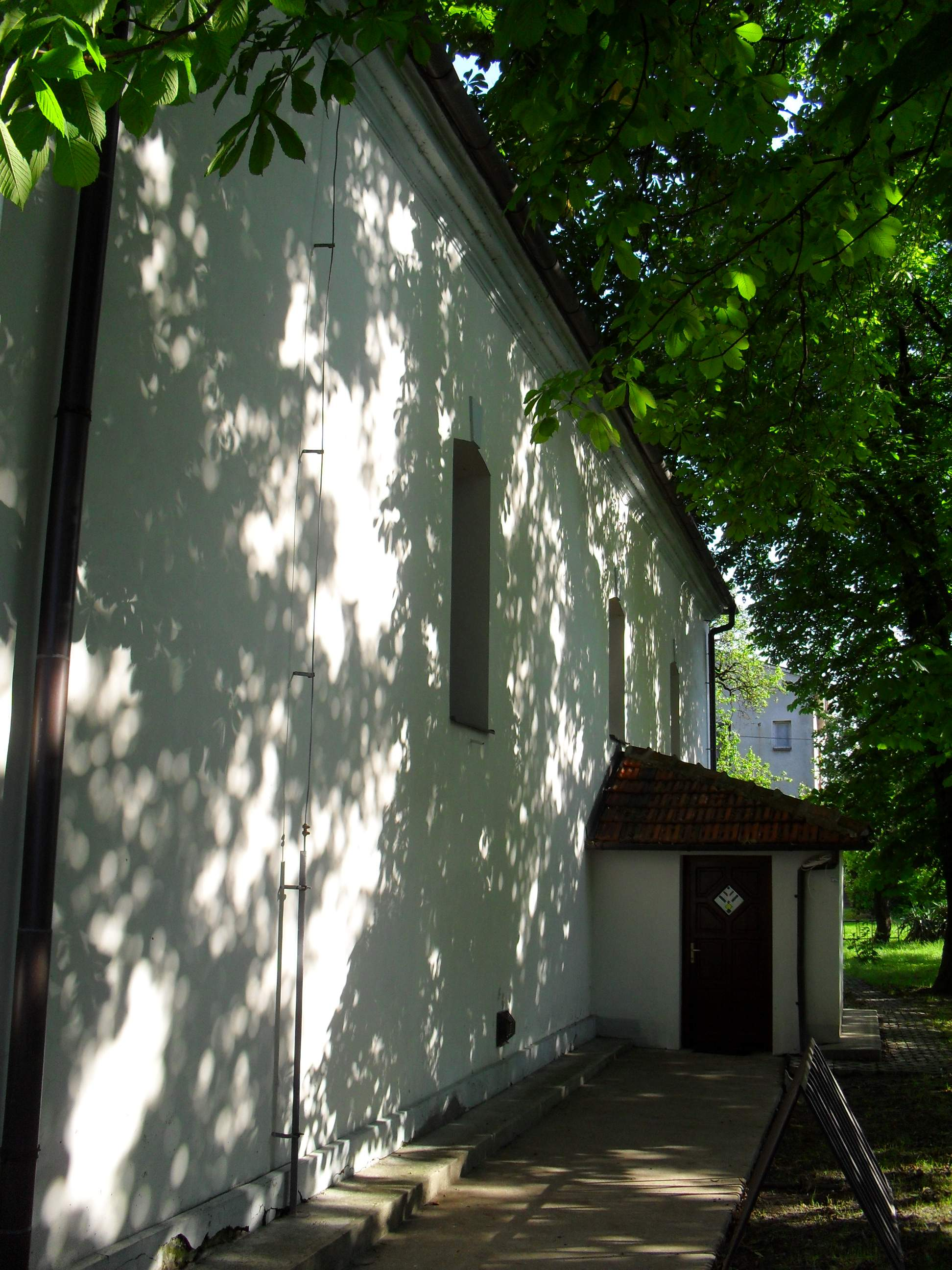
Református templom – részlet
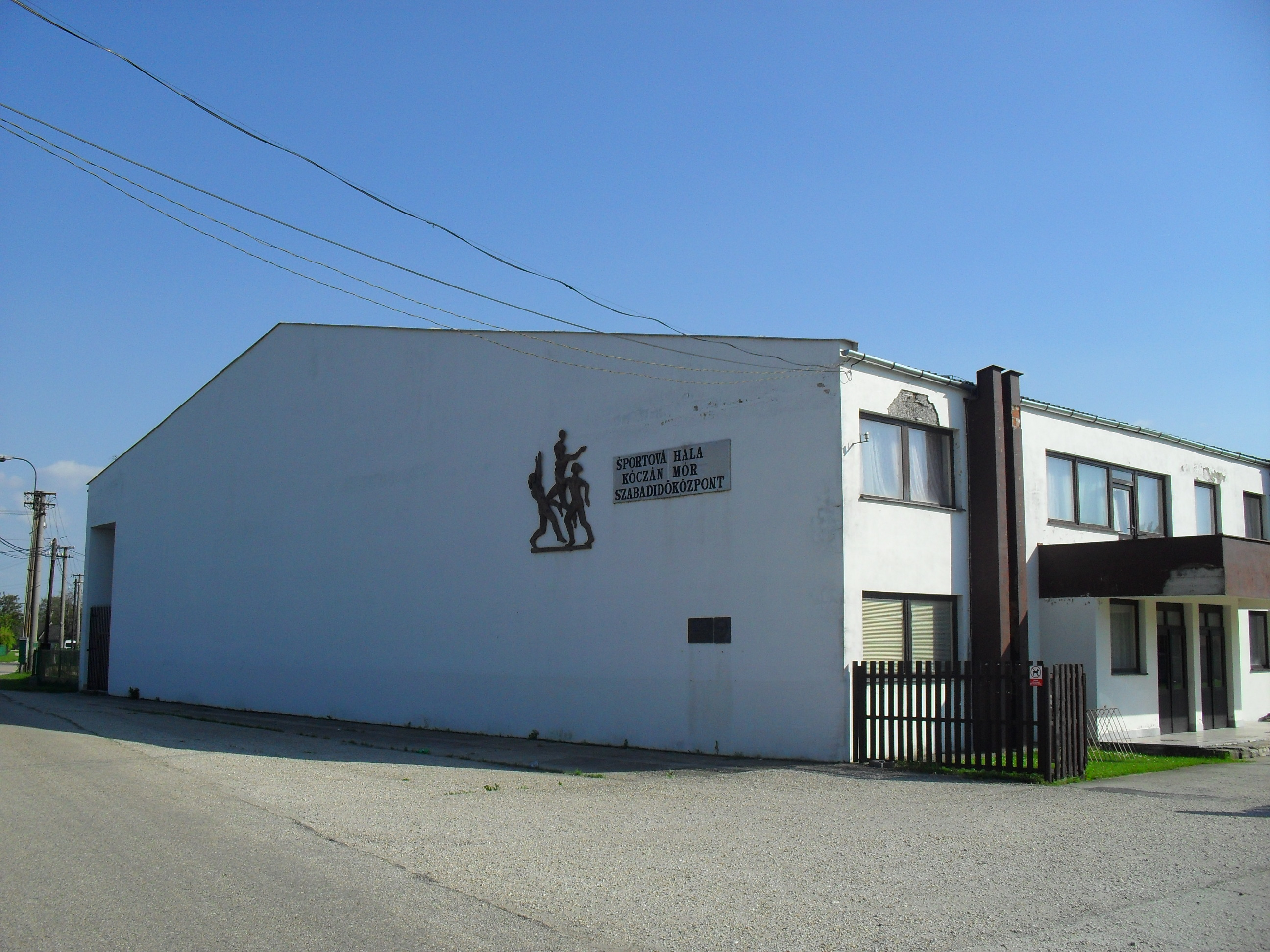
Kóczán Mór Szabadidőközpont
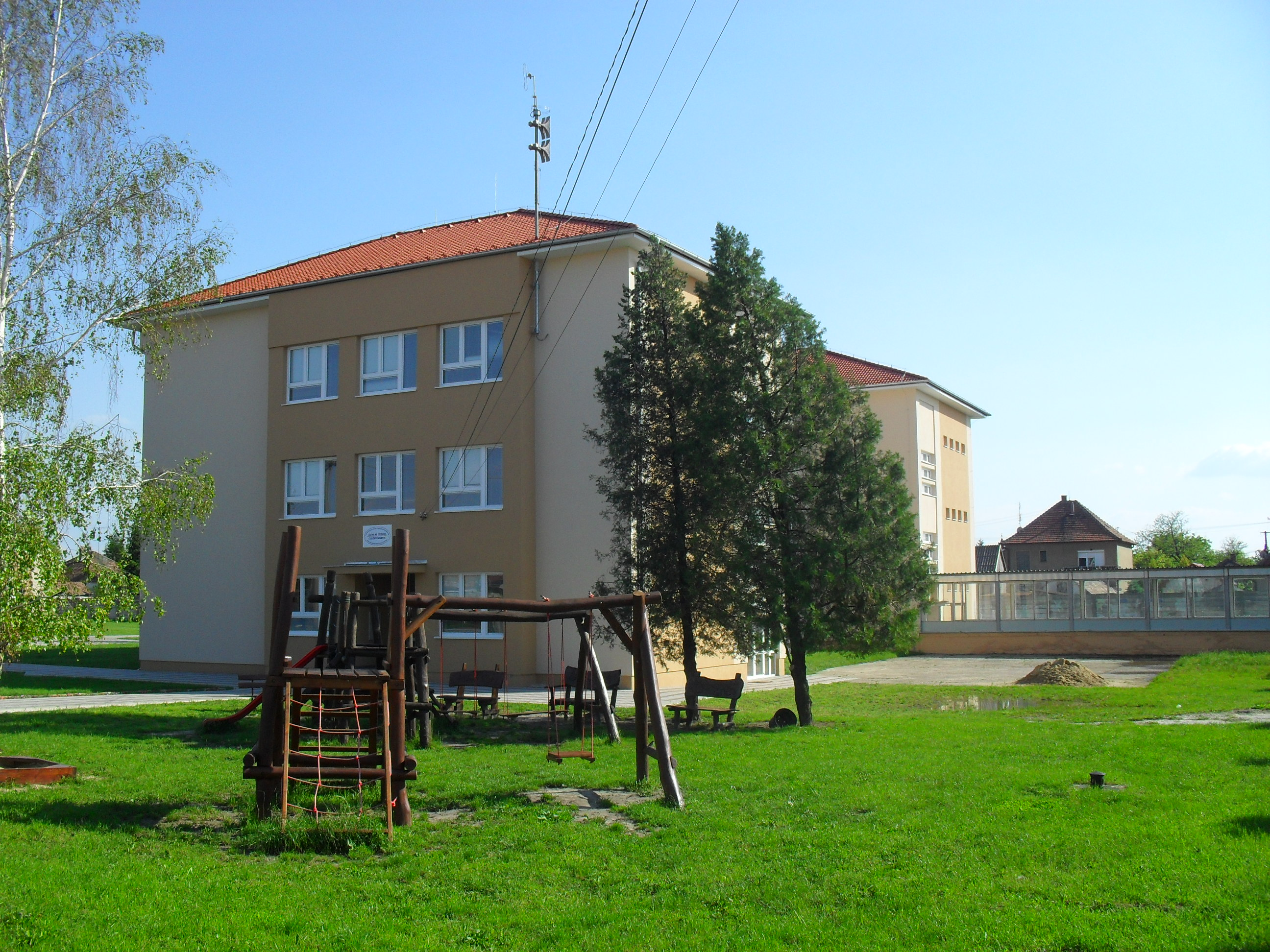
Kóczán Mór Alapiskola
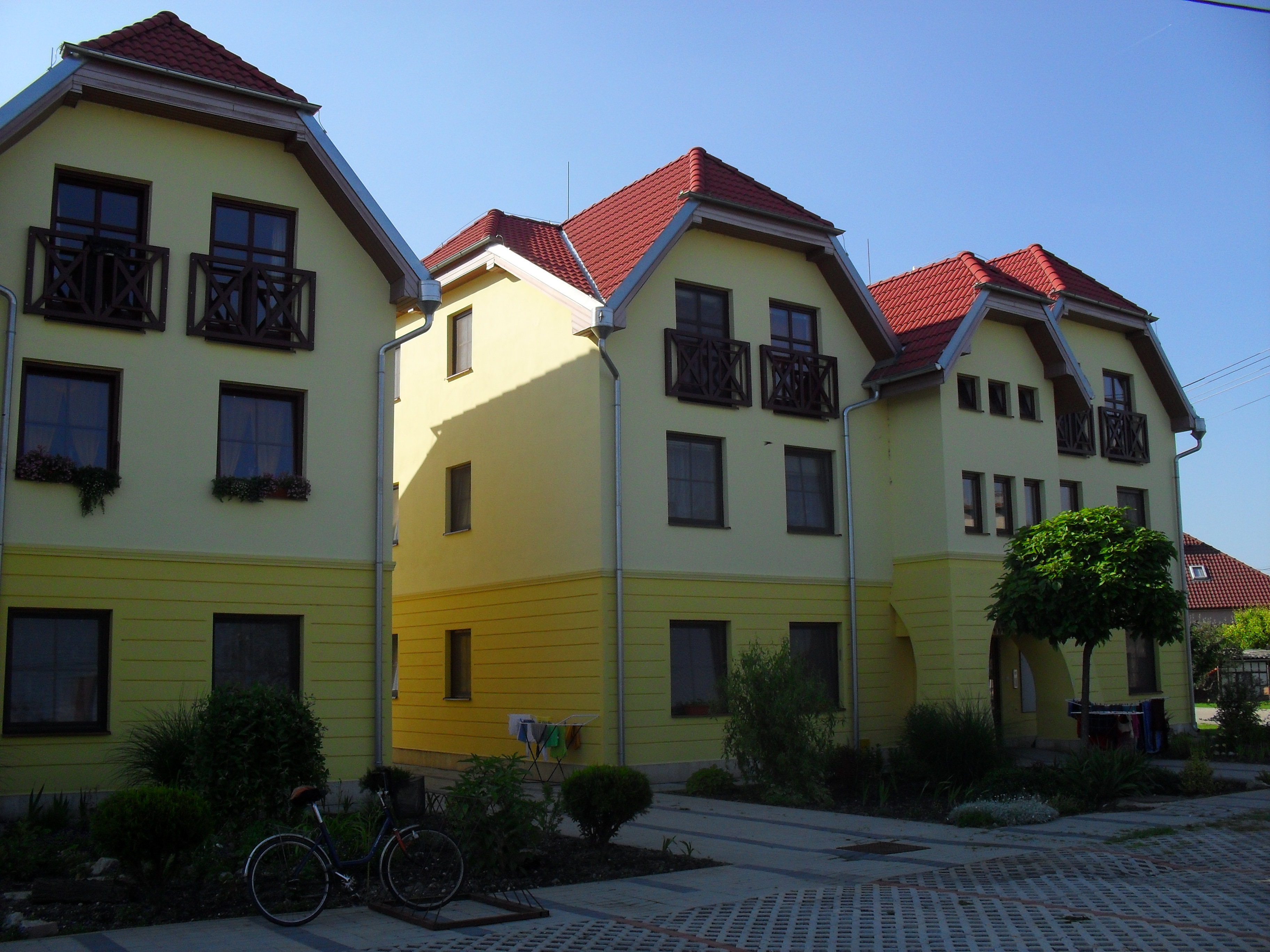
Új bérlakások a községben
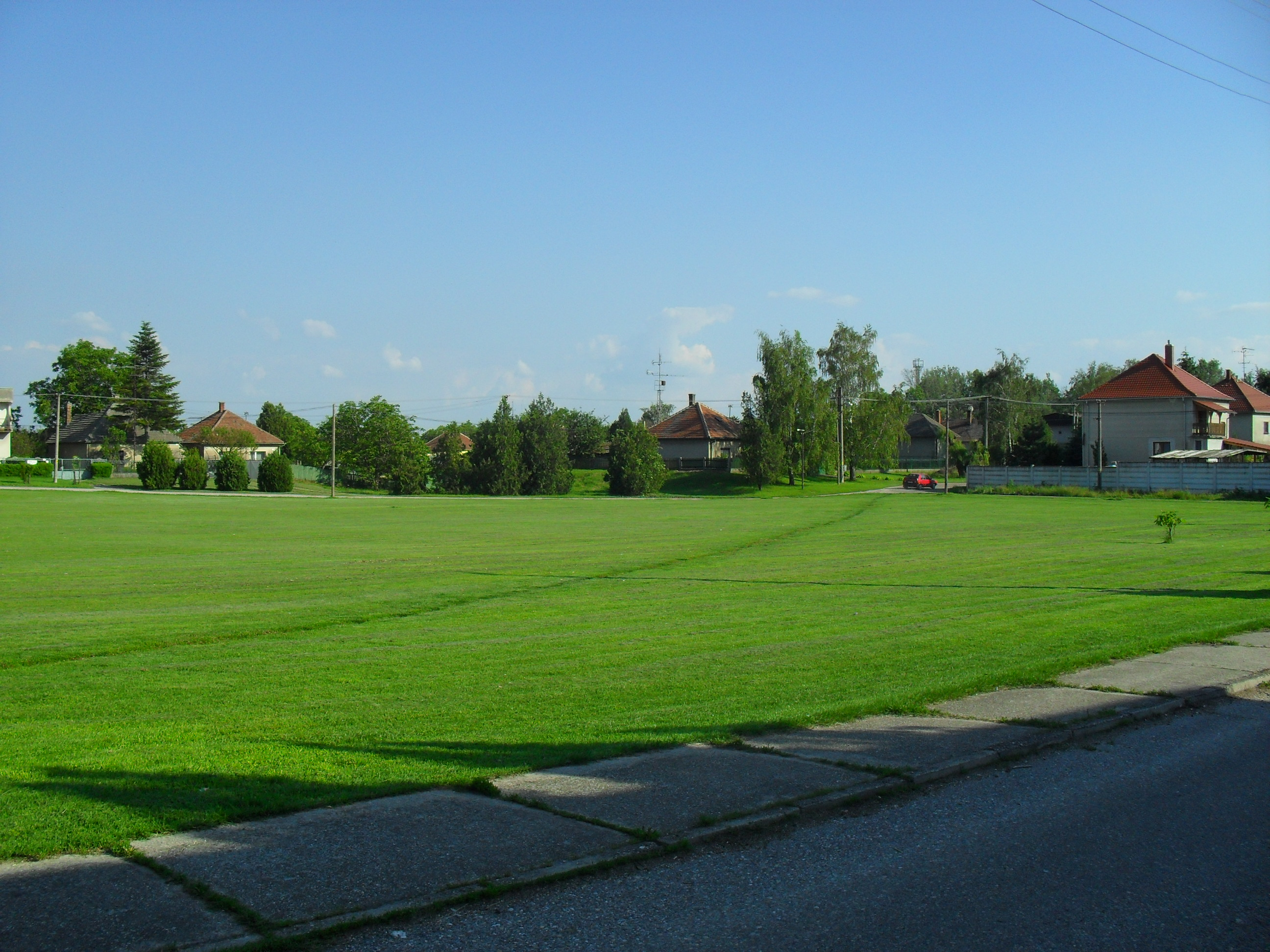
Aranyosi részlet
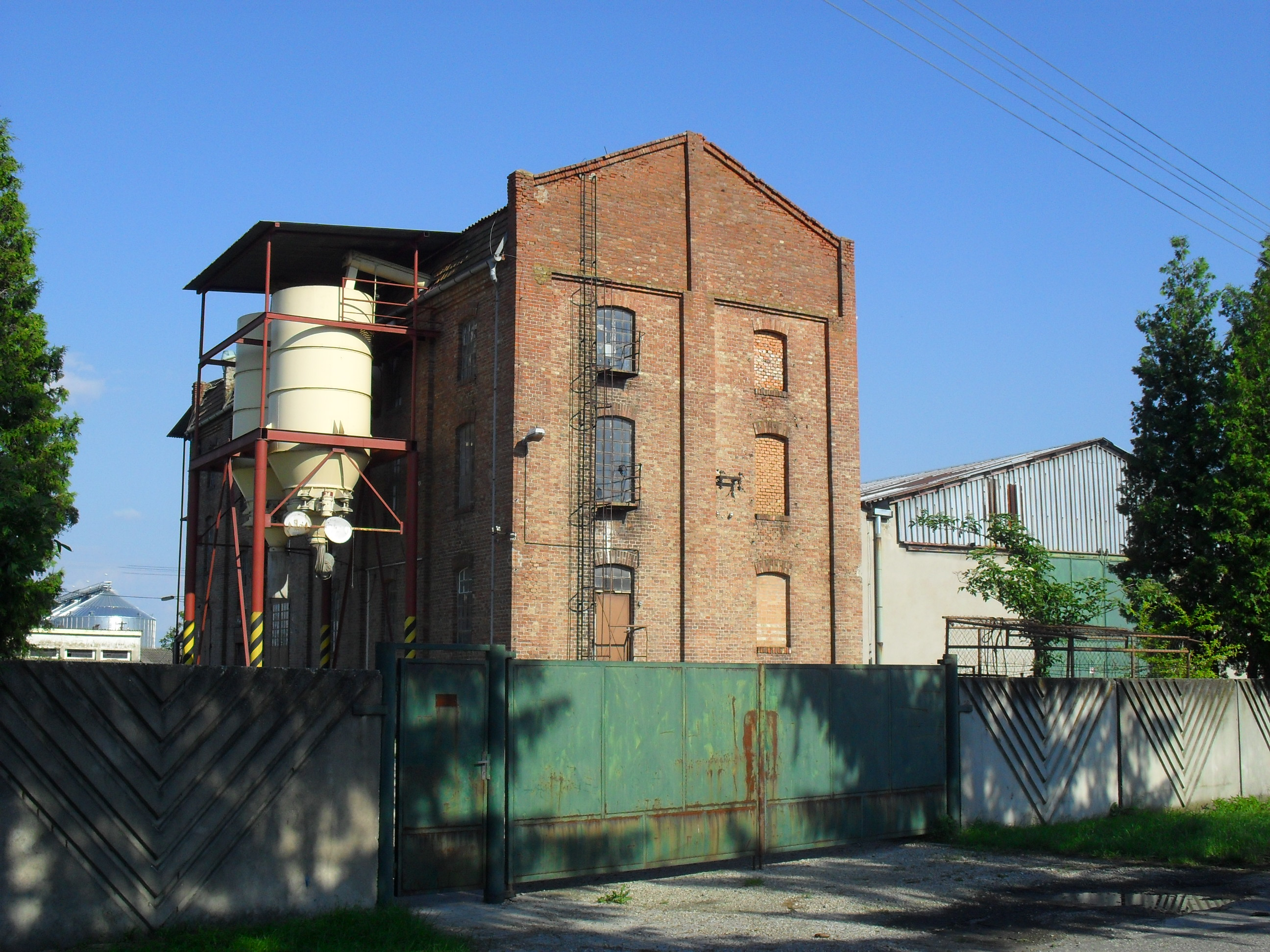
Régi gőzmalom
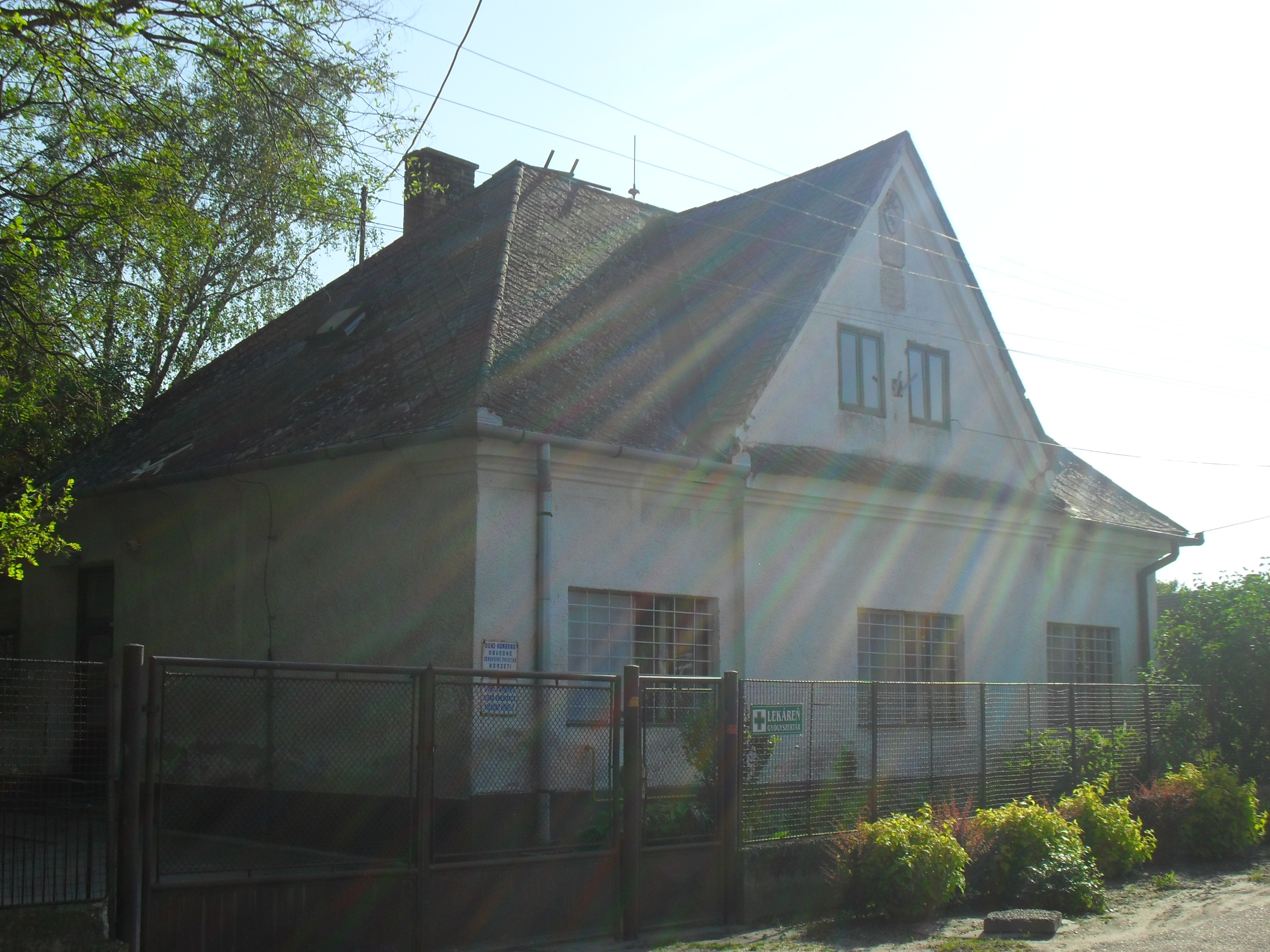
Magyari-Kossa-kúria
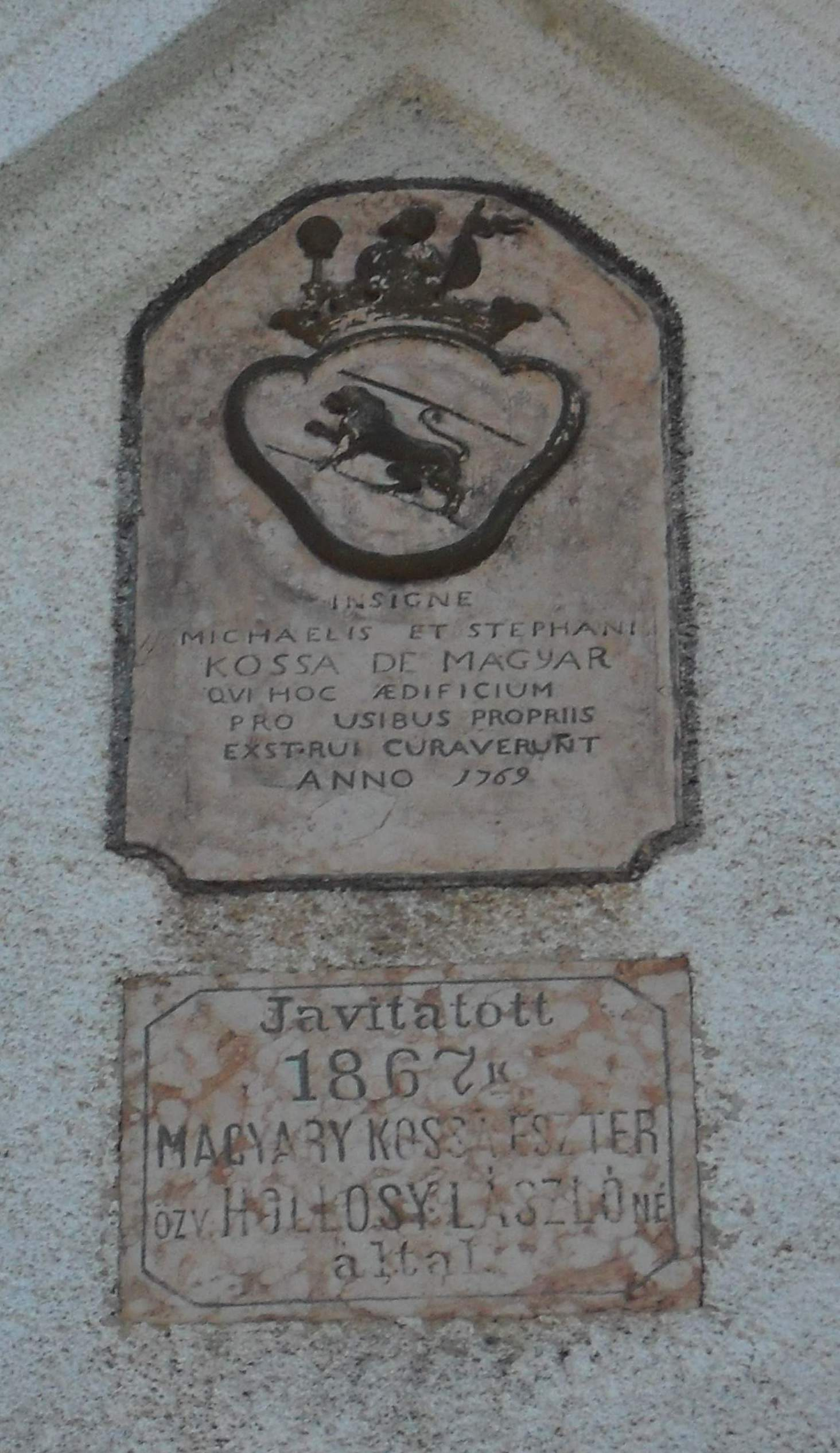
Magyari-Kossa-kúria (részlet)
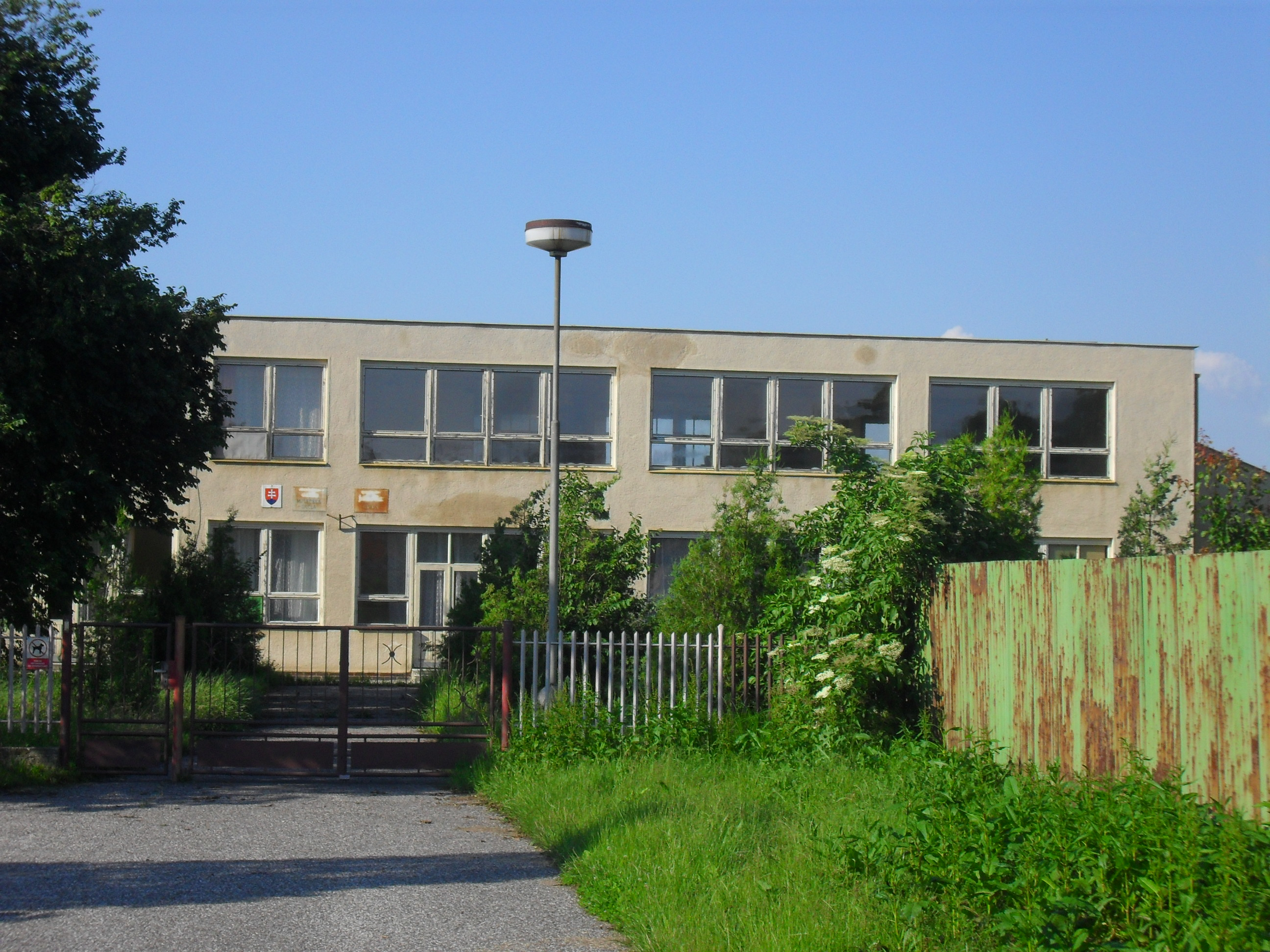
Óvoda
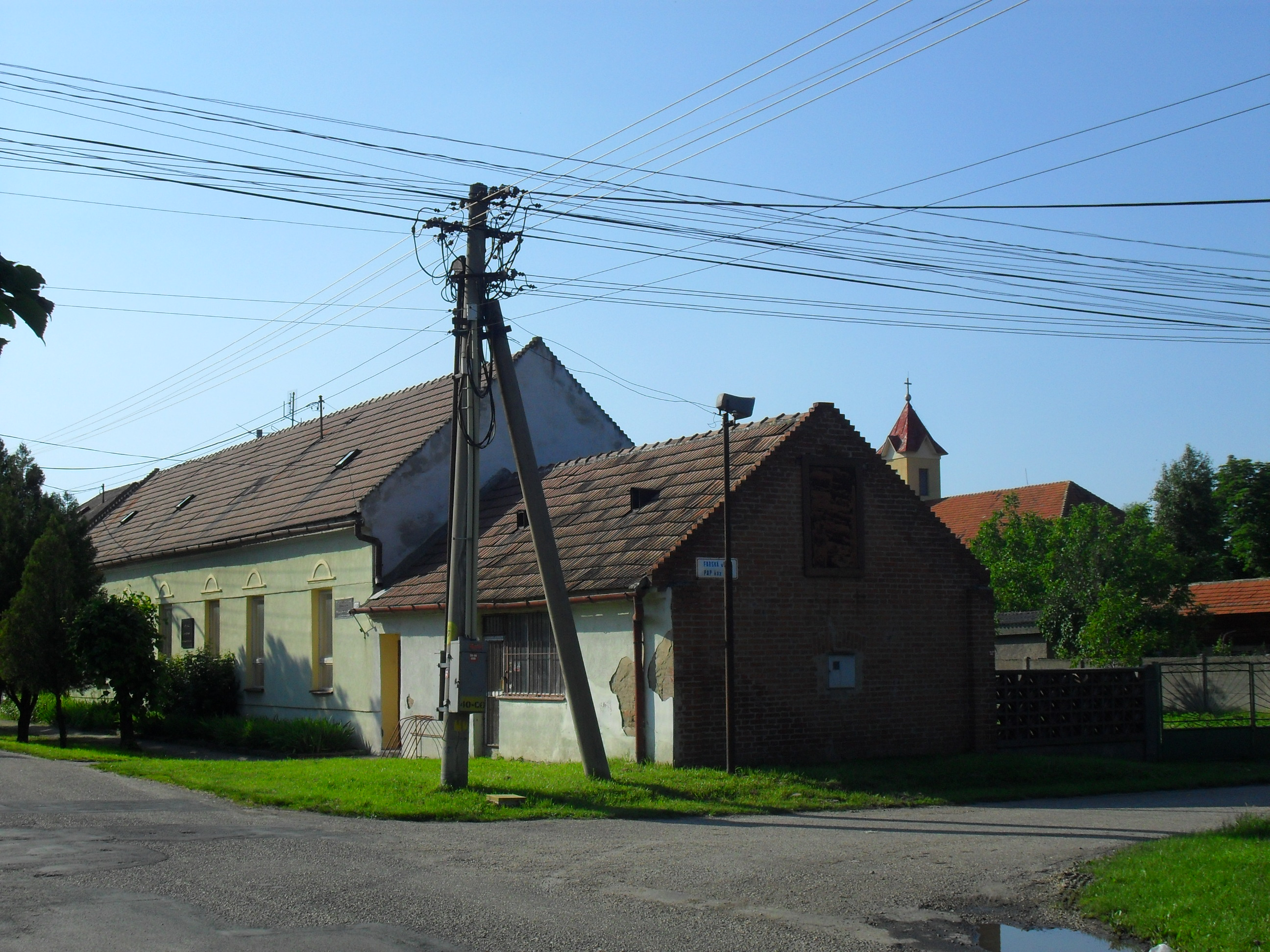
Utcarészlet
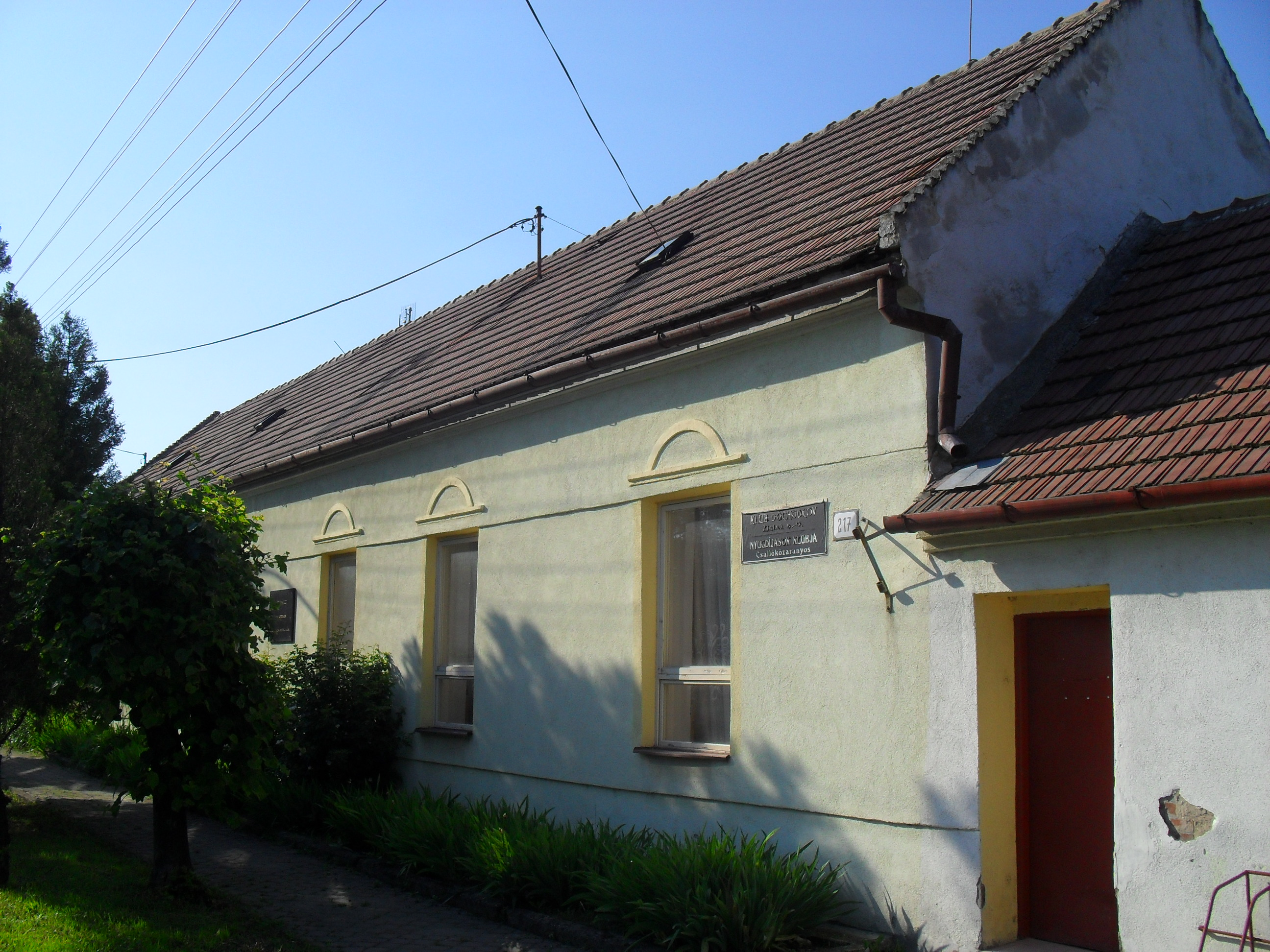
Nyugdíjasklub
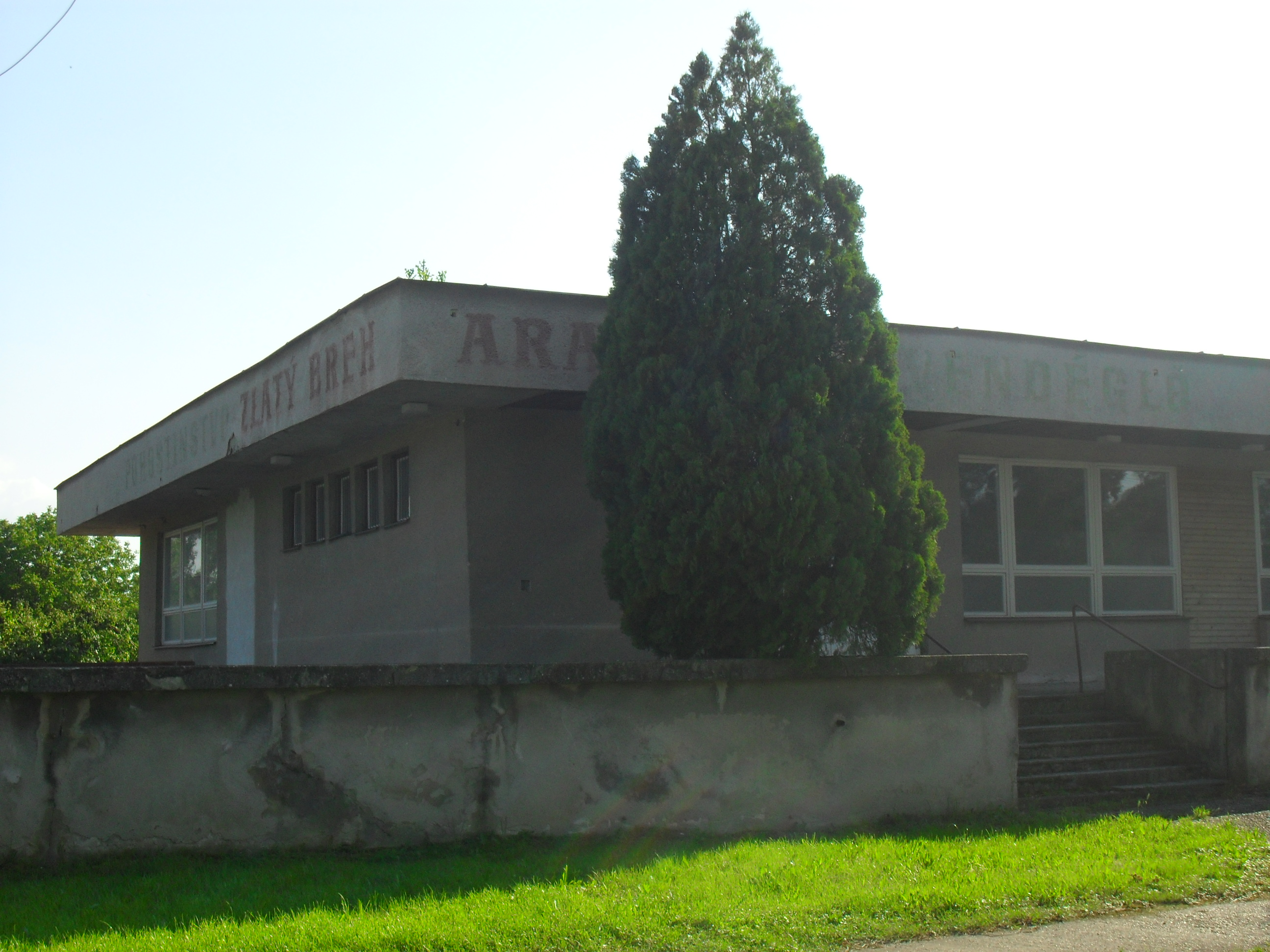
Az egykori Aranypart vendéglő épülete
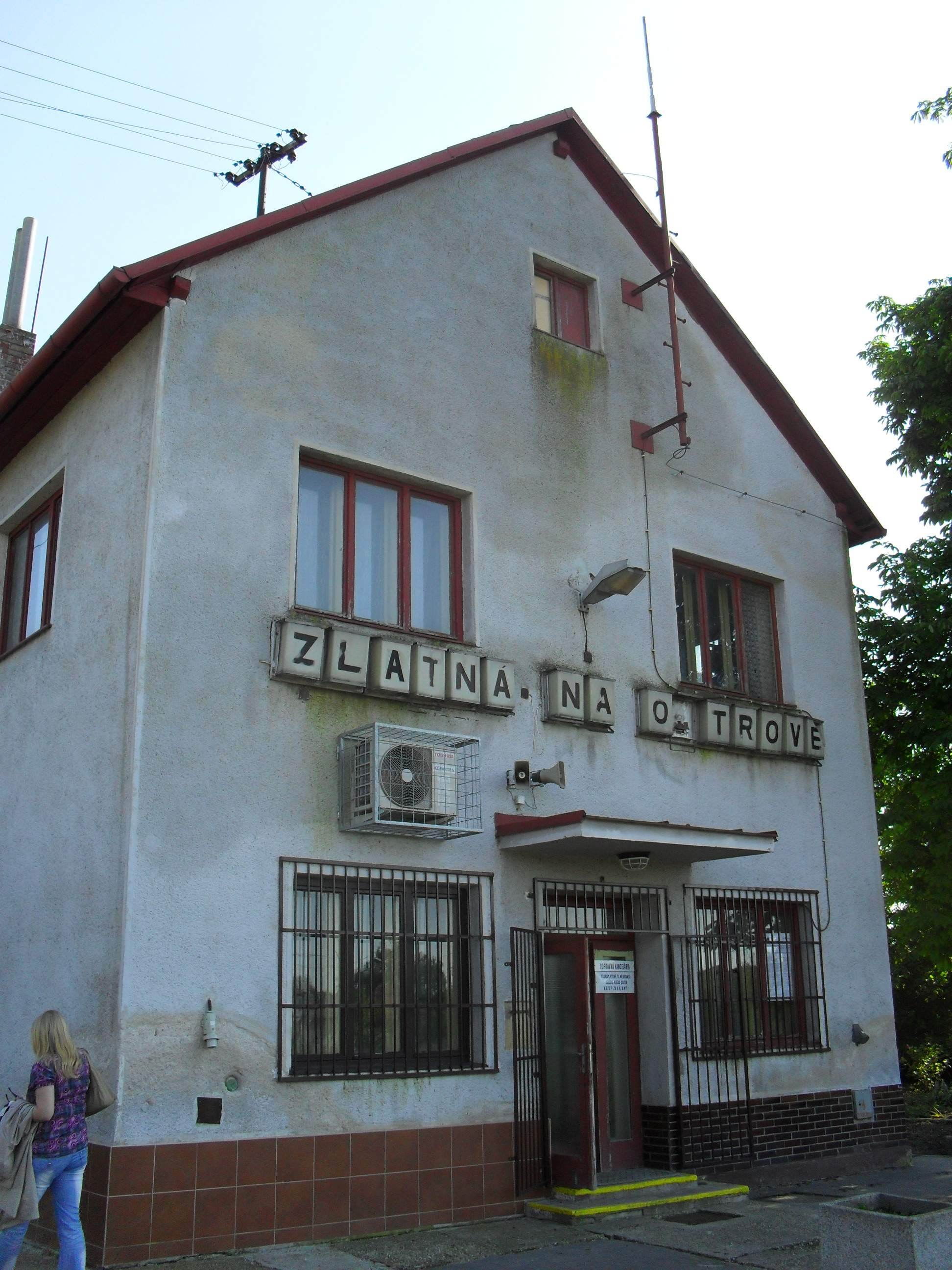
Vasútállomás
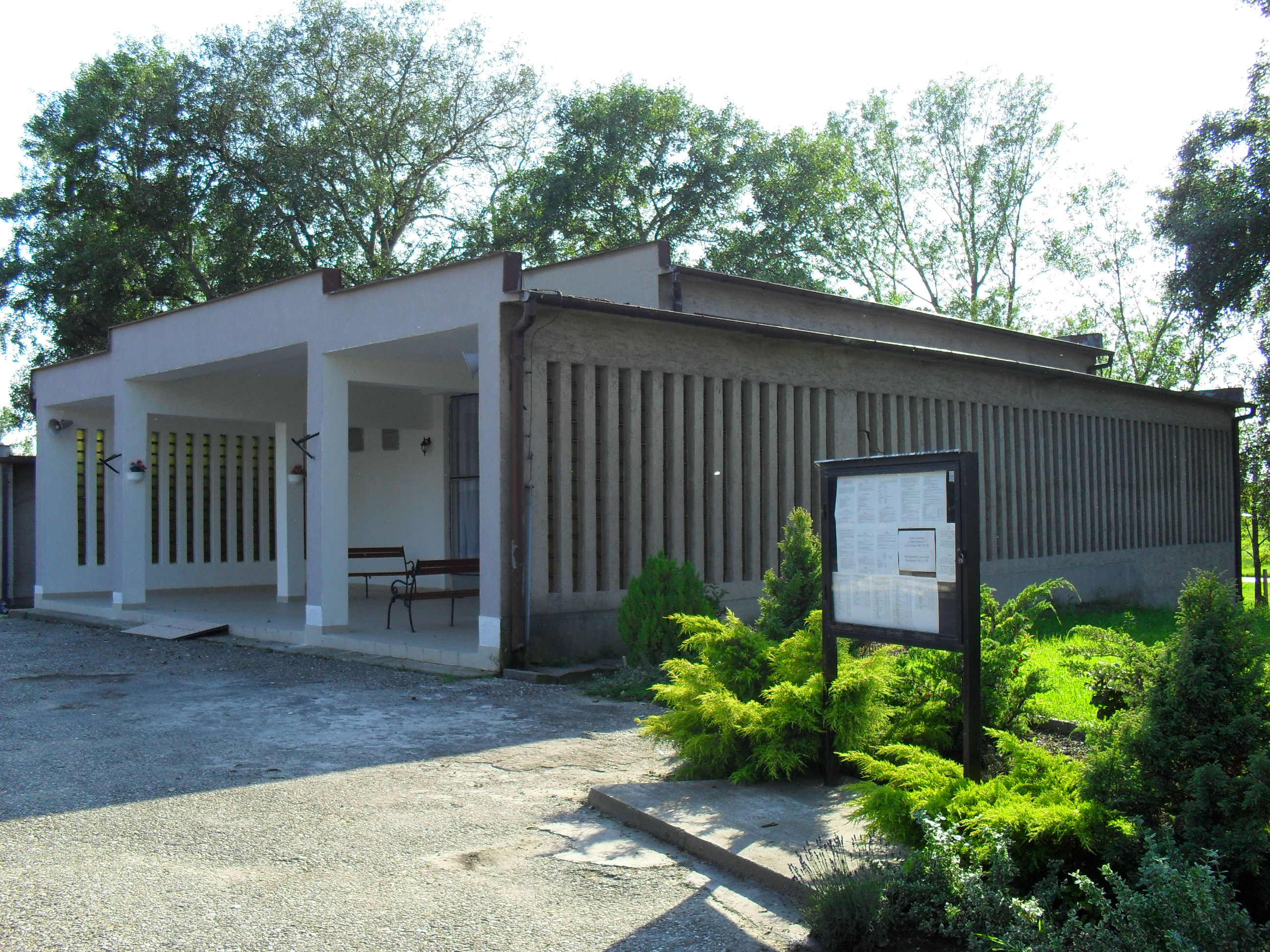
Ravatalozó
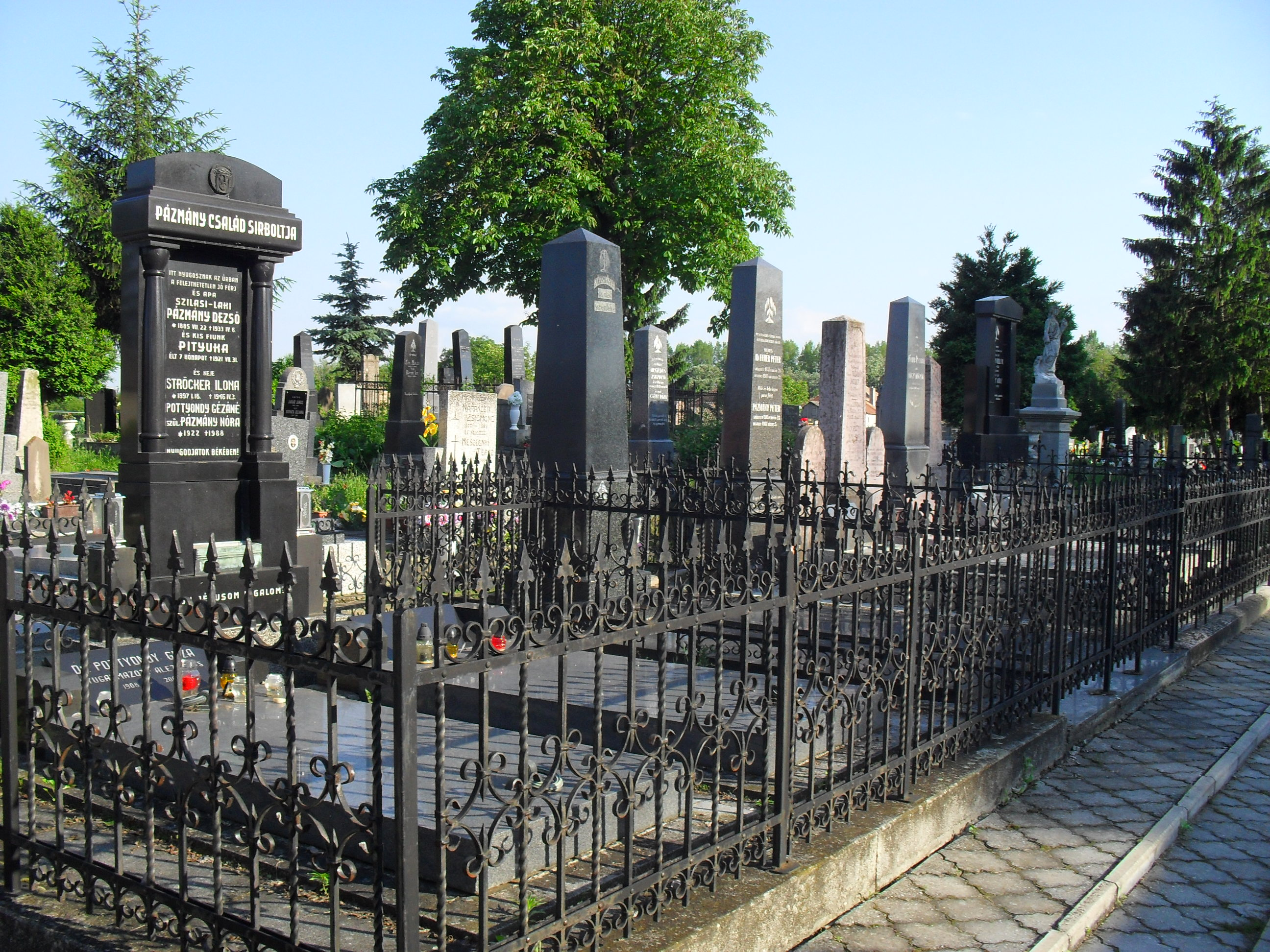
Temető – részlet
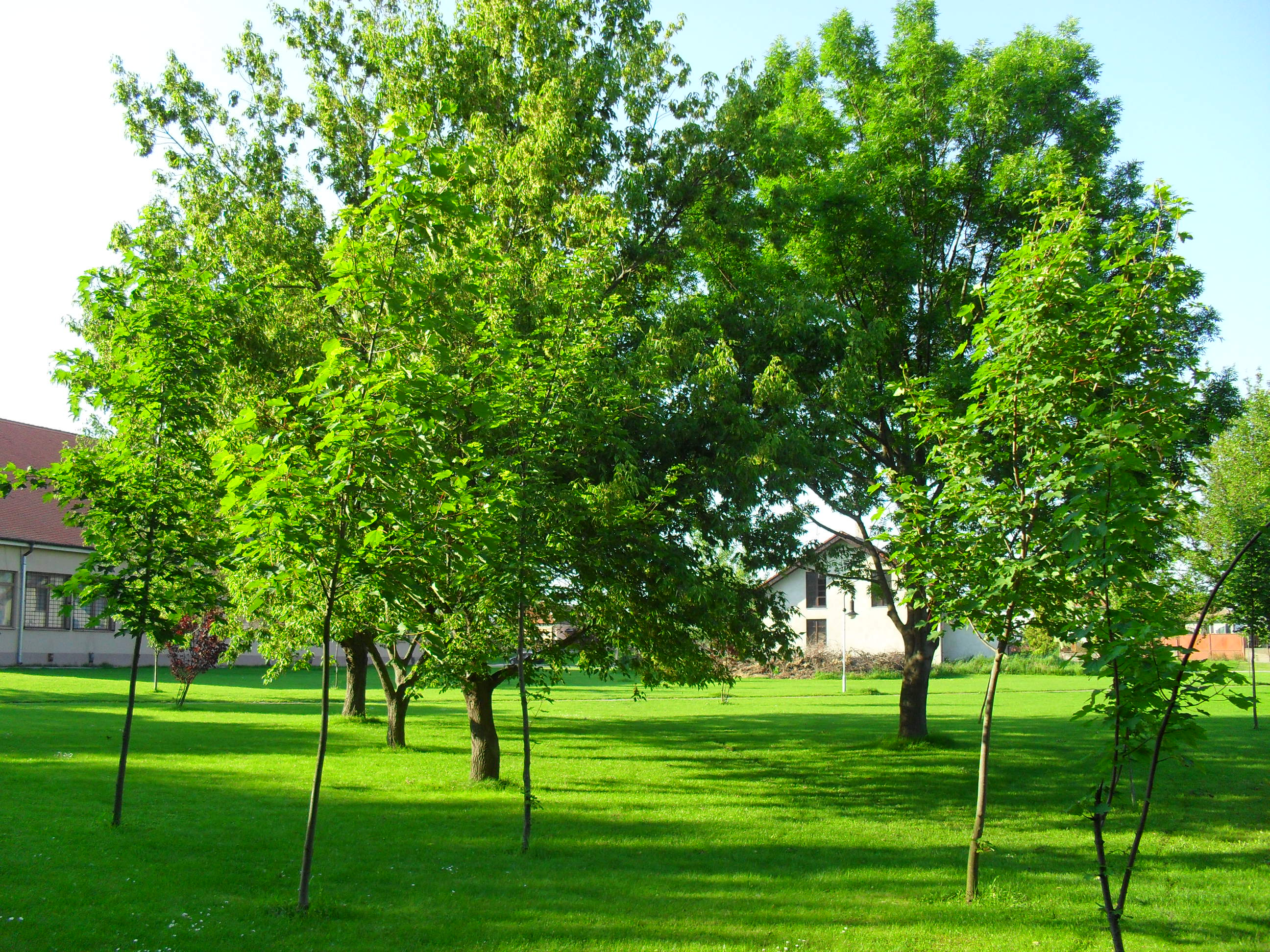
Park a község központjában
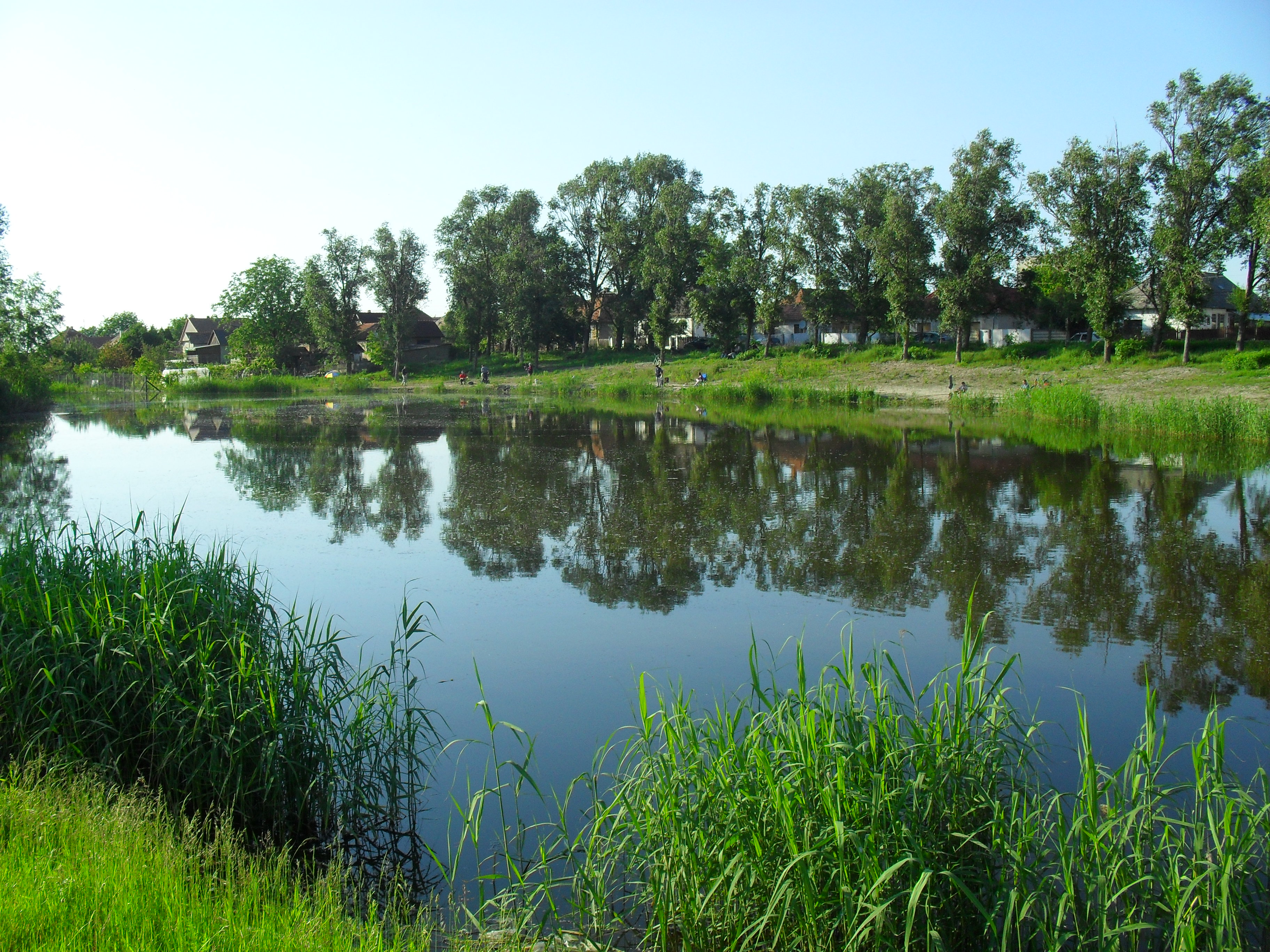
Kakal-tó
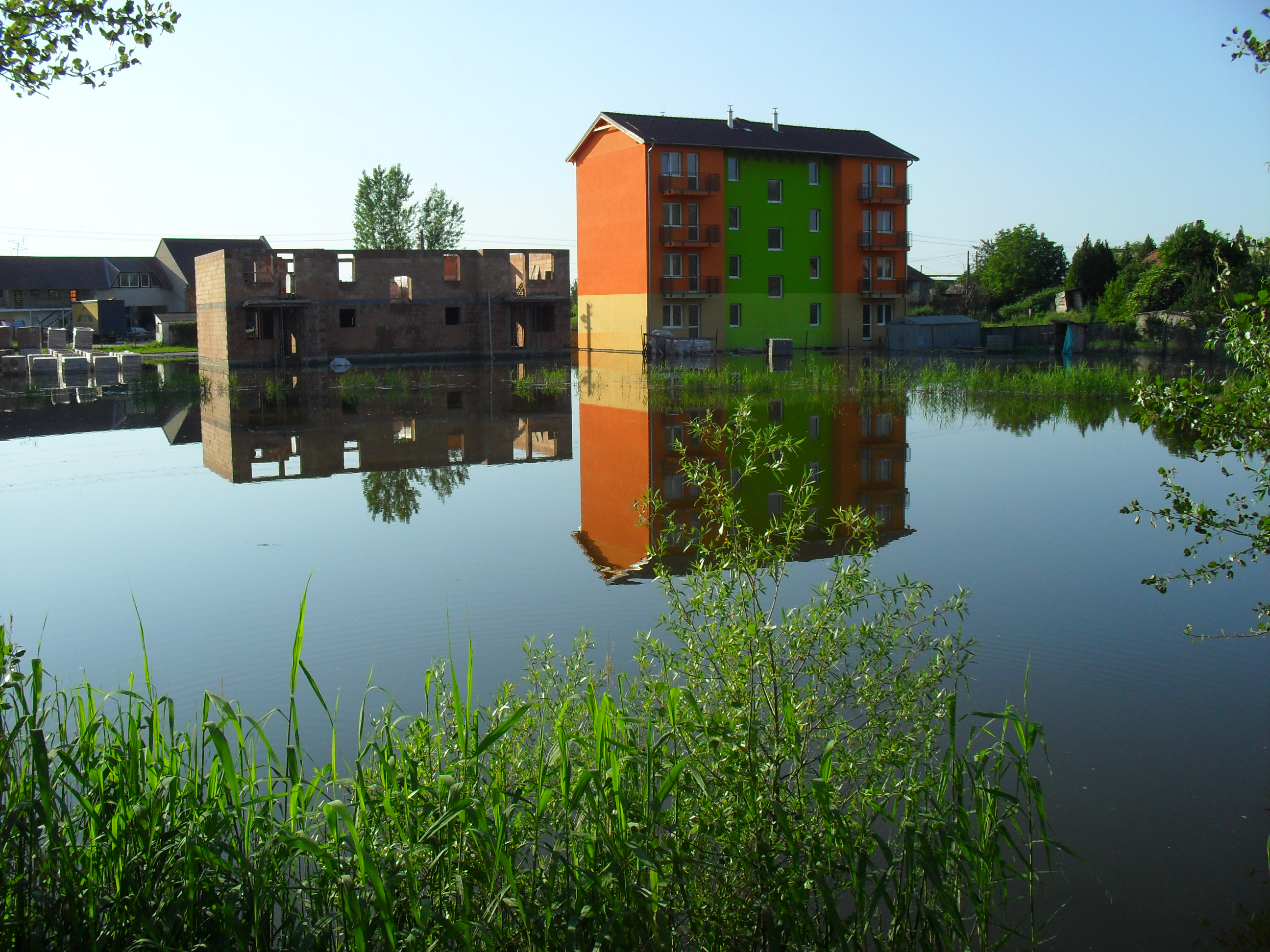
Kakal-tó
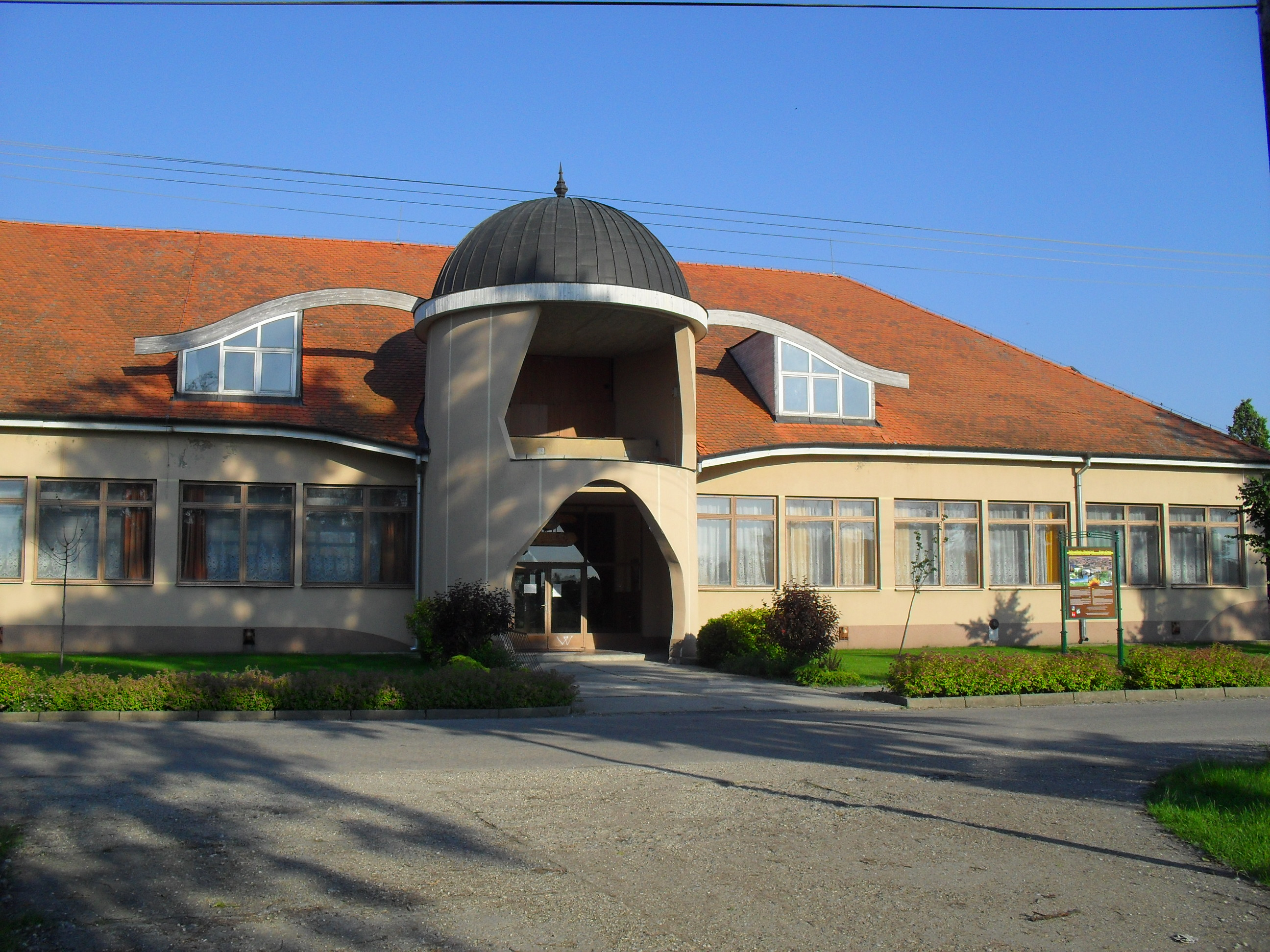
Kultúrház
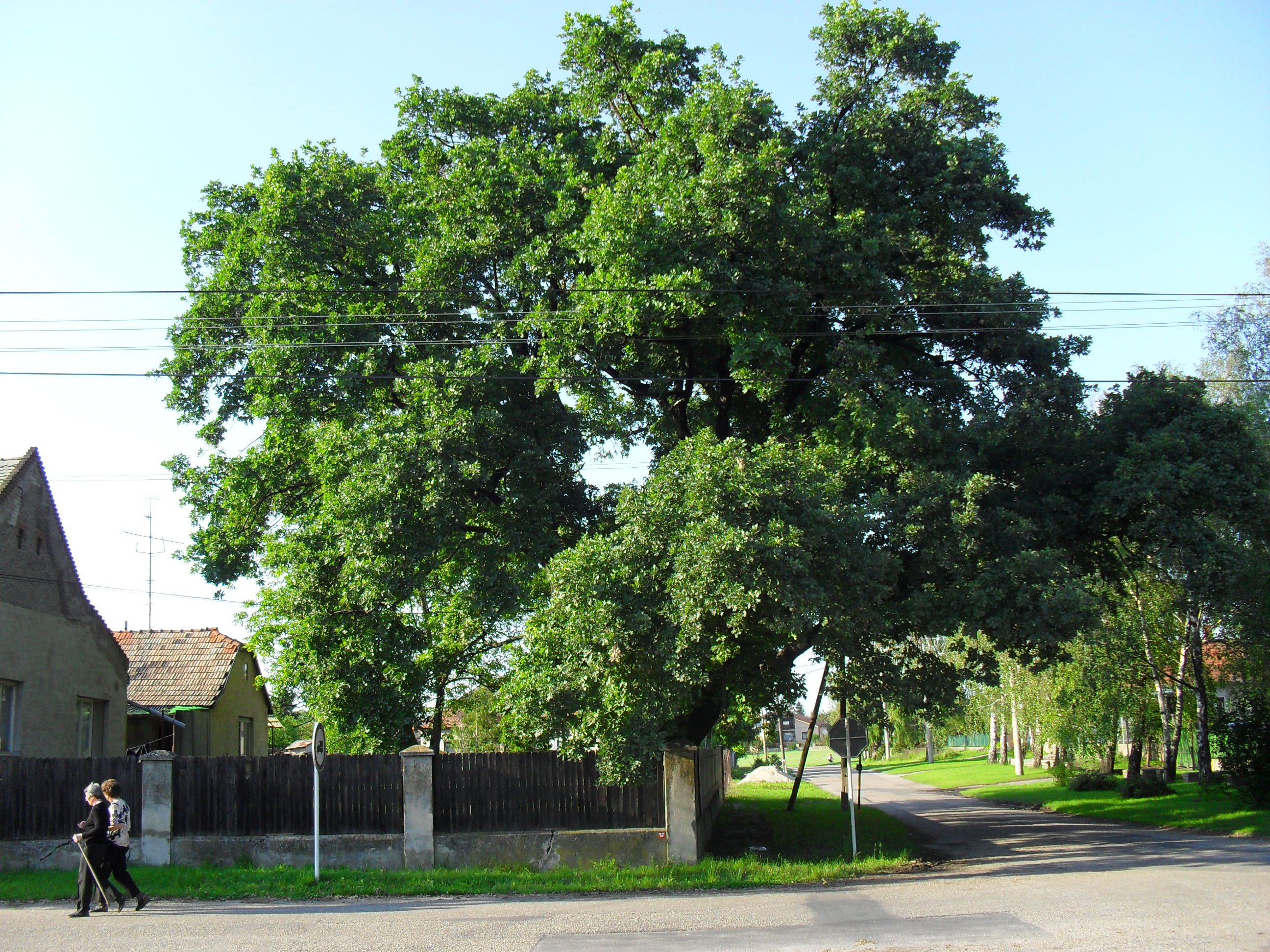
Régi tölgyfa a községben

### Emlékművek, emléktáblák, szakrális kisemlékek

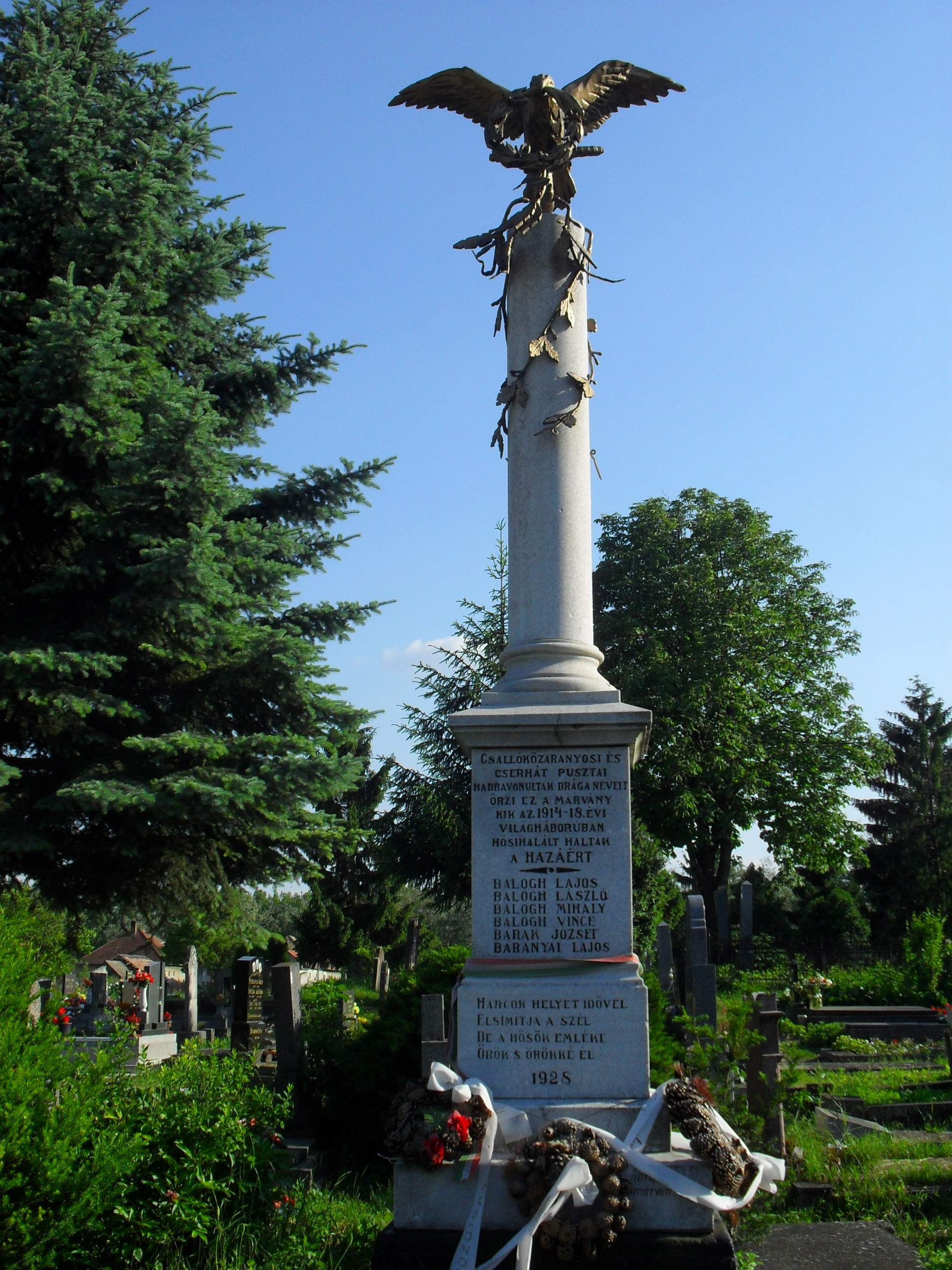
Első világháborús emlékmű
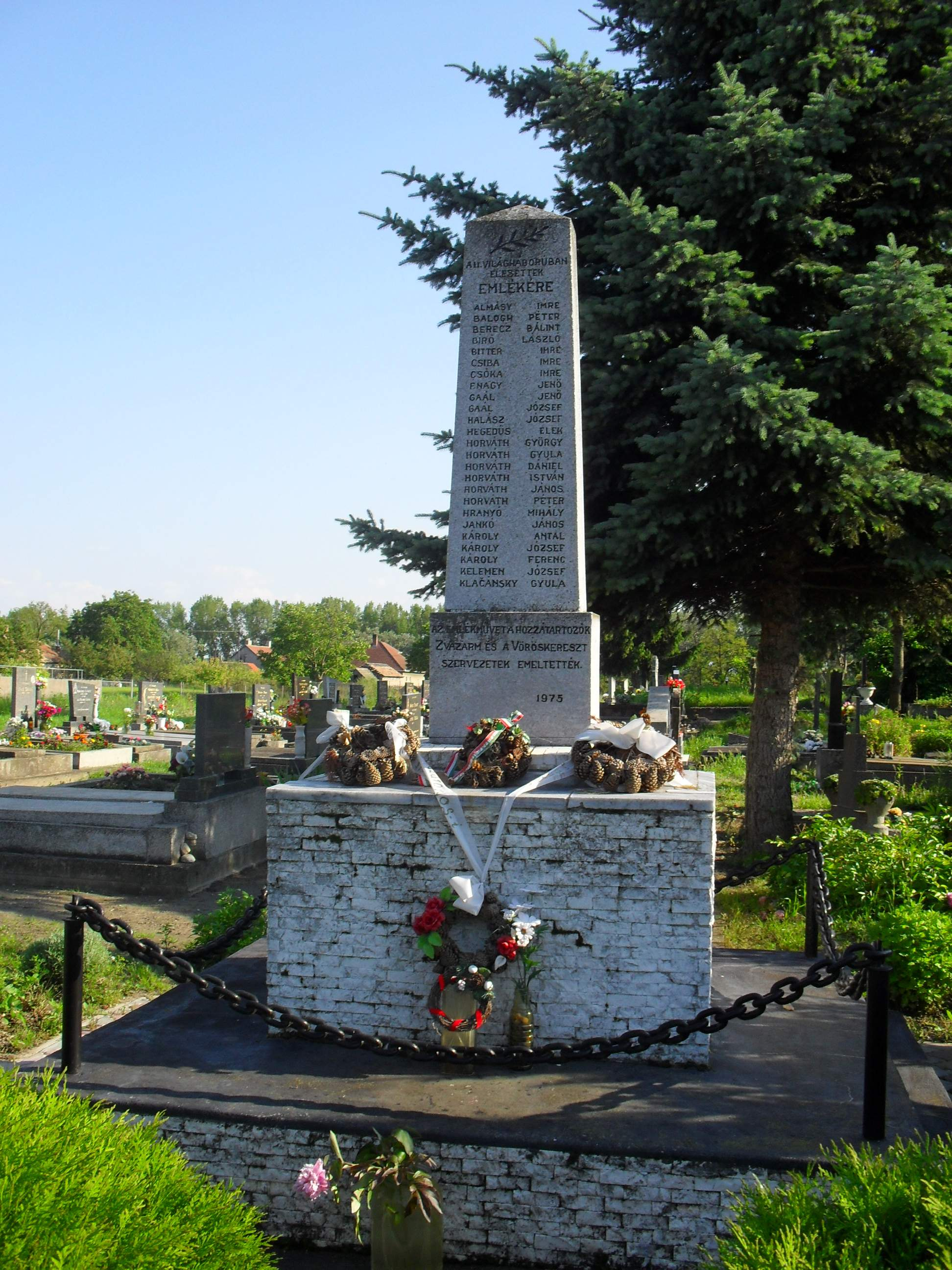
Második világháborús emlékmű
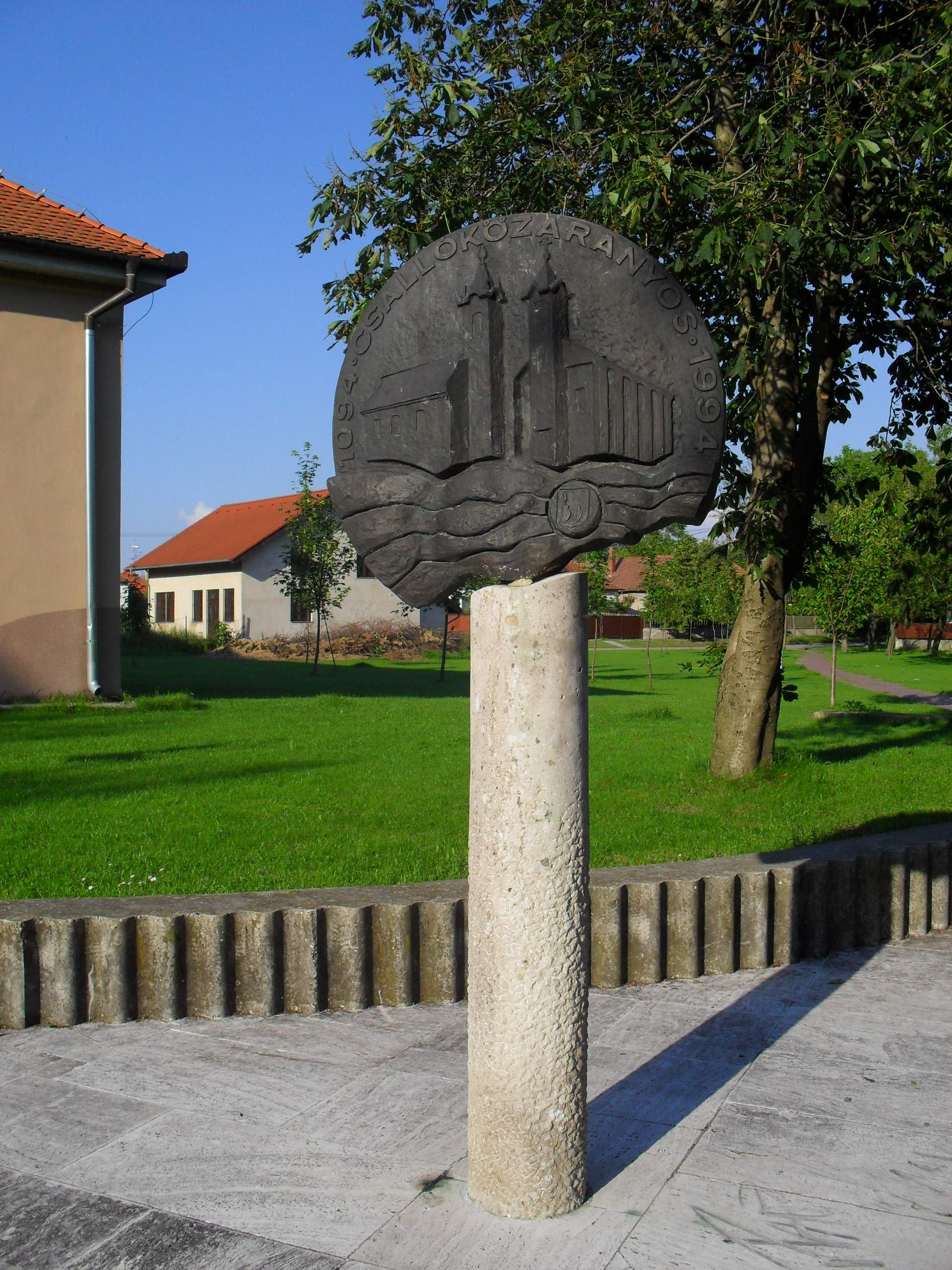
Aranyos 900. évfordulójára állított emlékmű
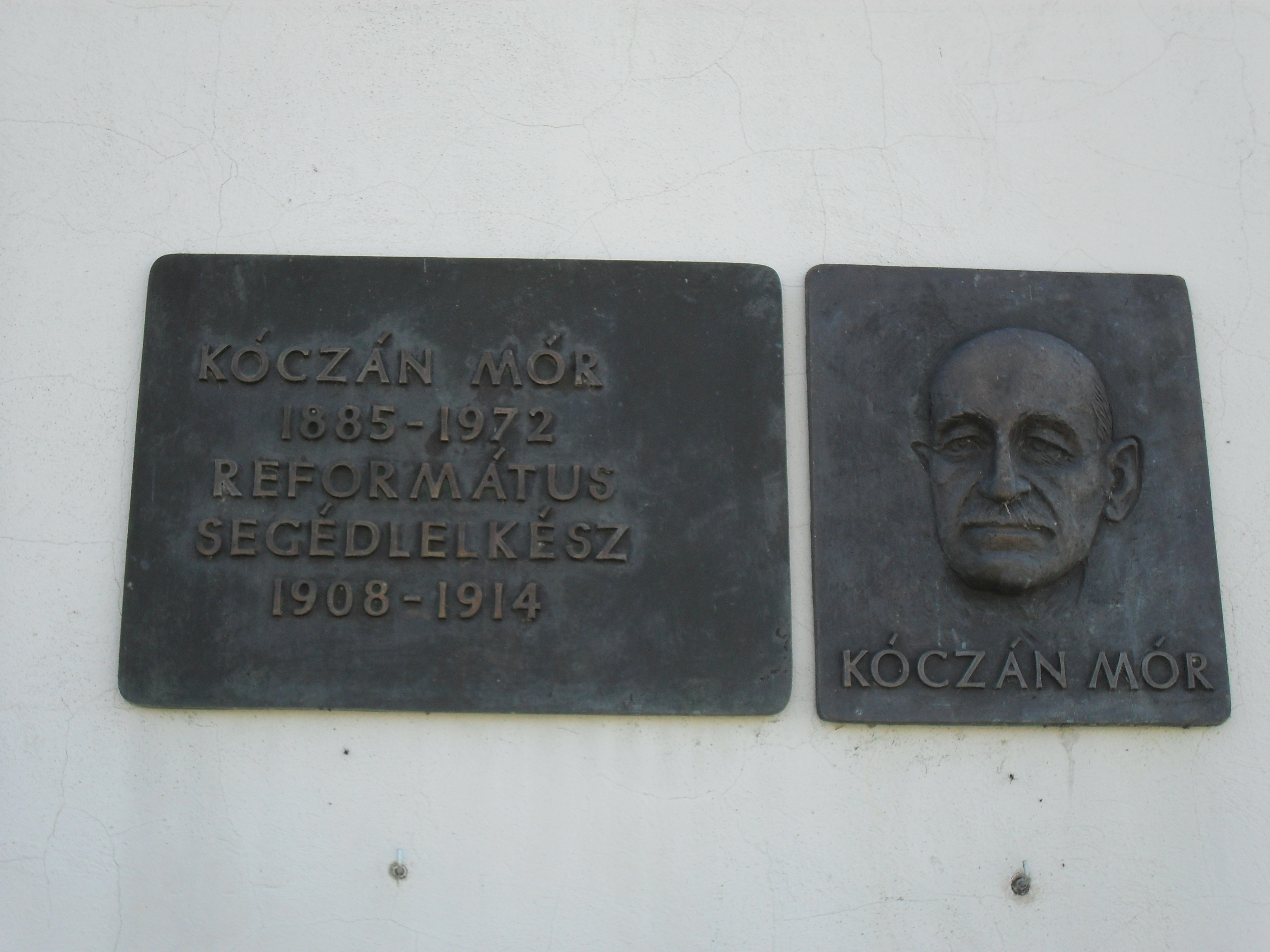
Kóczán Mór emléktáblája
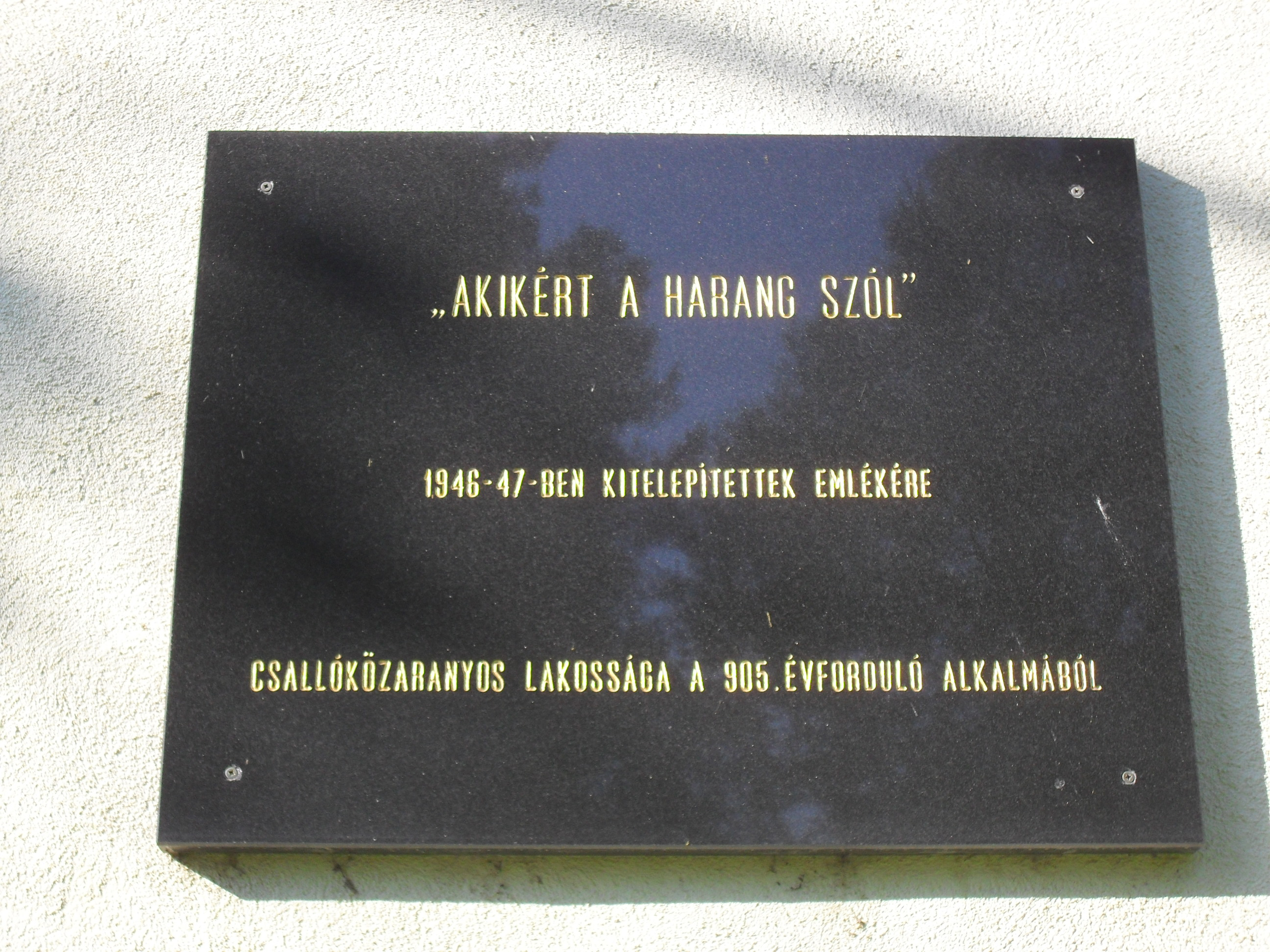
A kitelepítések emléktáblája
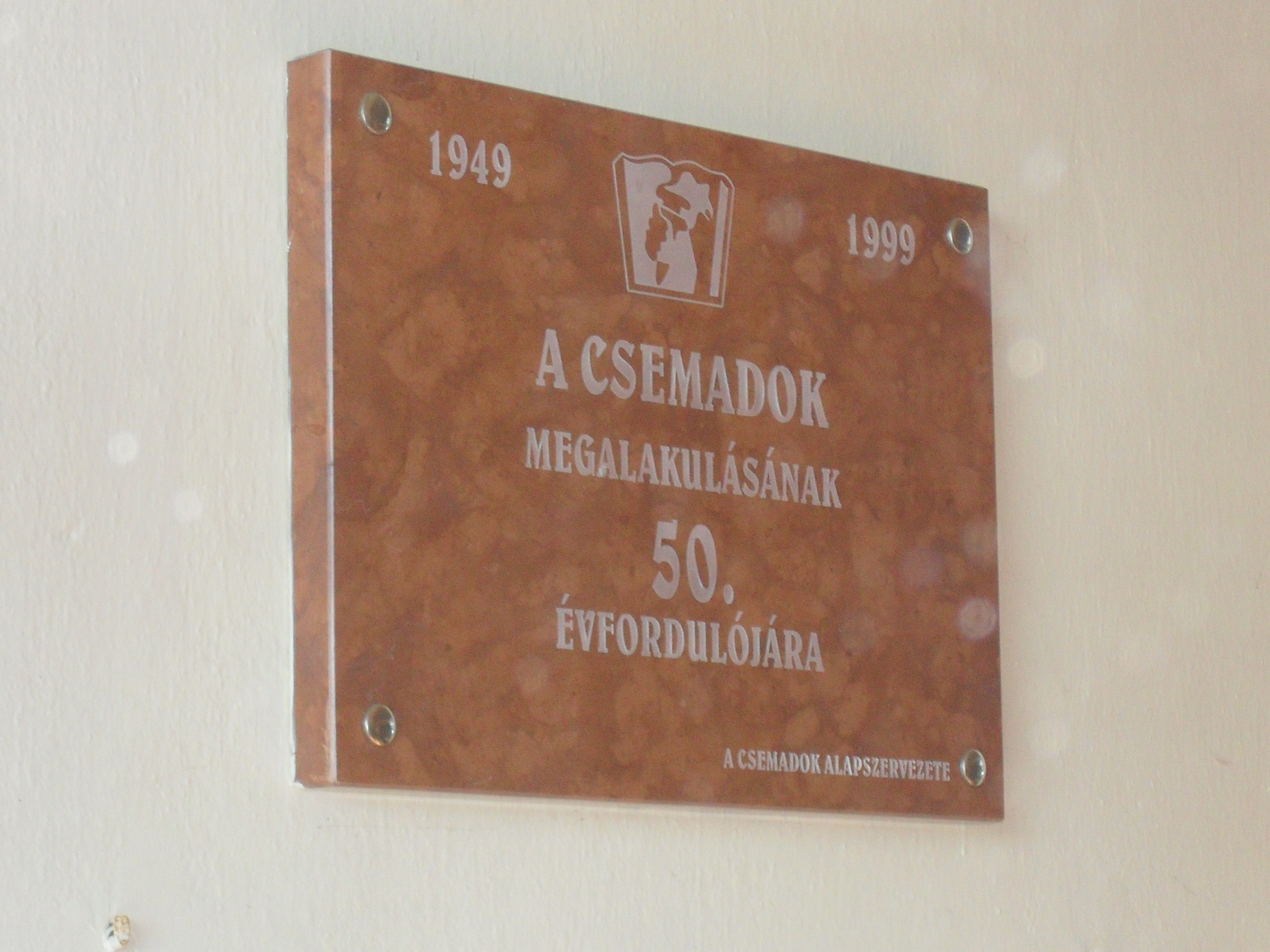
Csemadok-emléktábla (a kultúrházban)
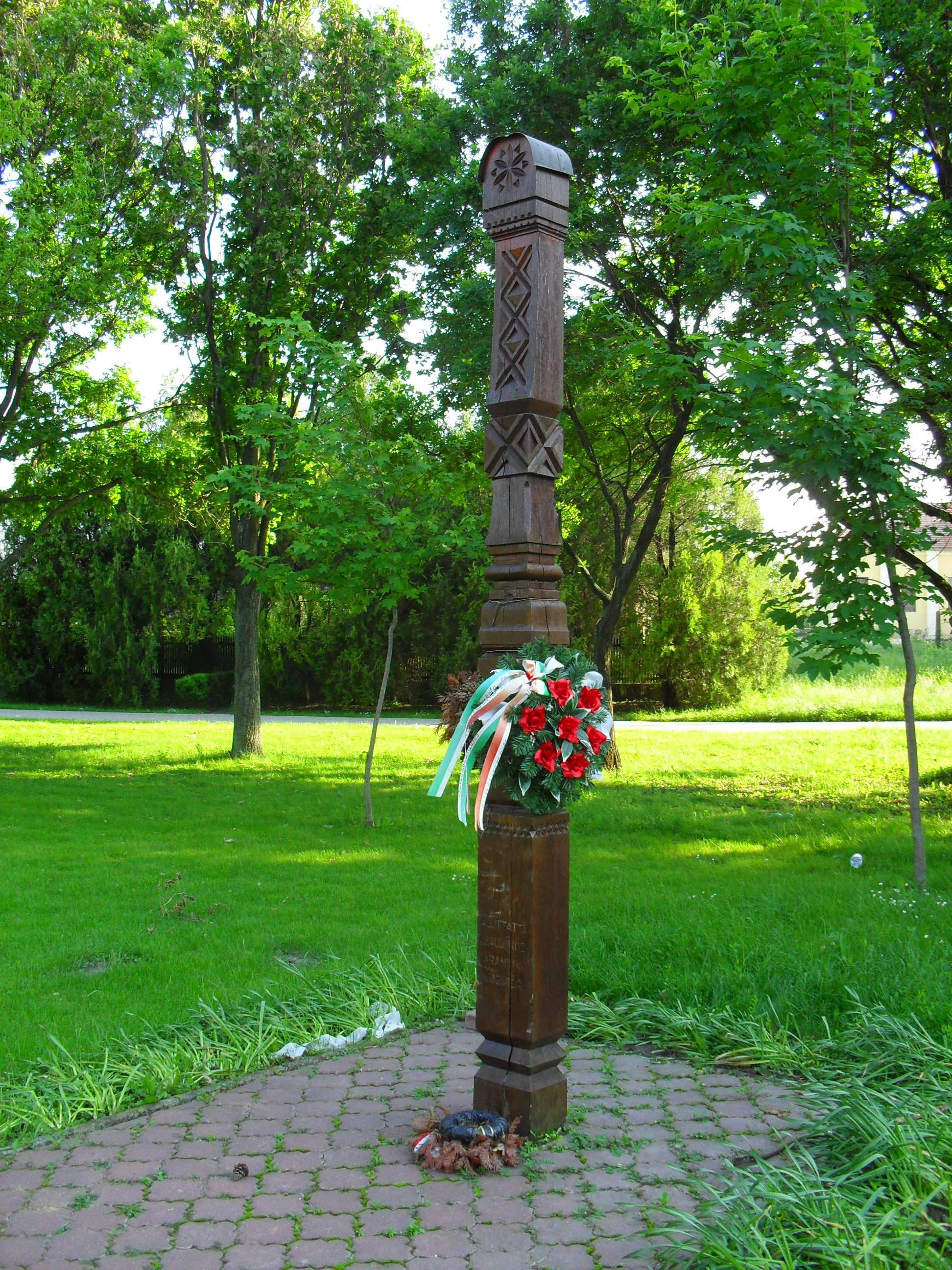
A Hídverő Napok emlékére állított kopjafa
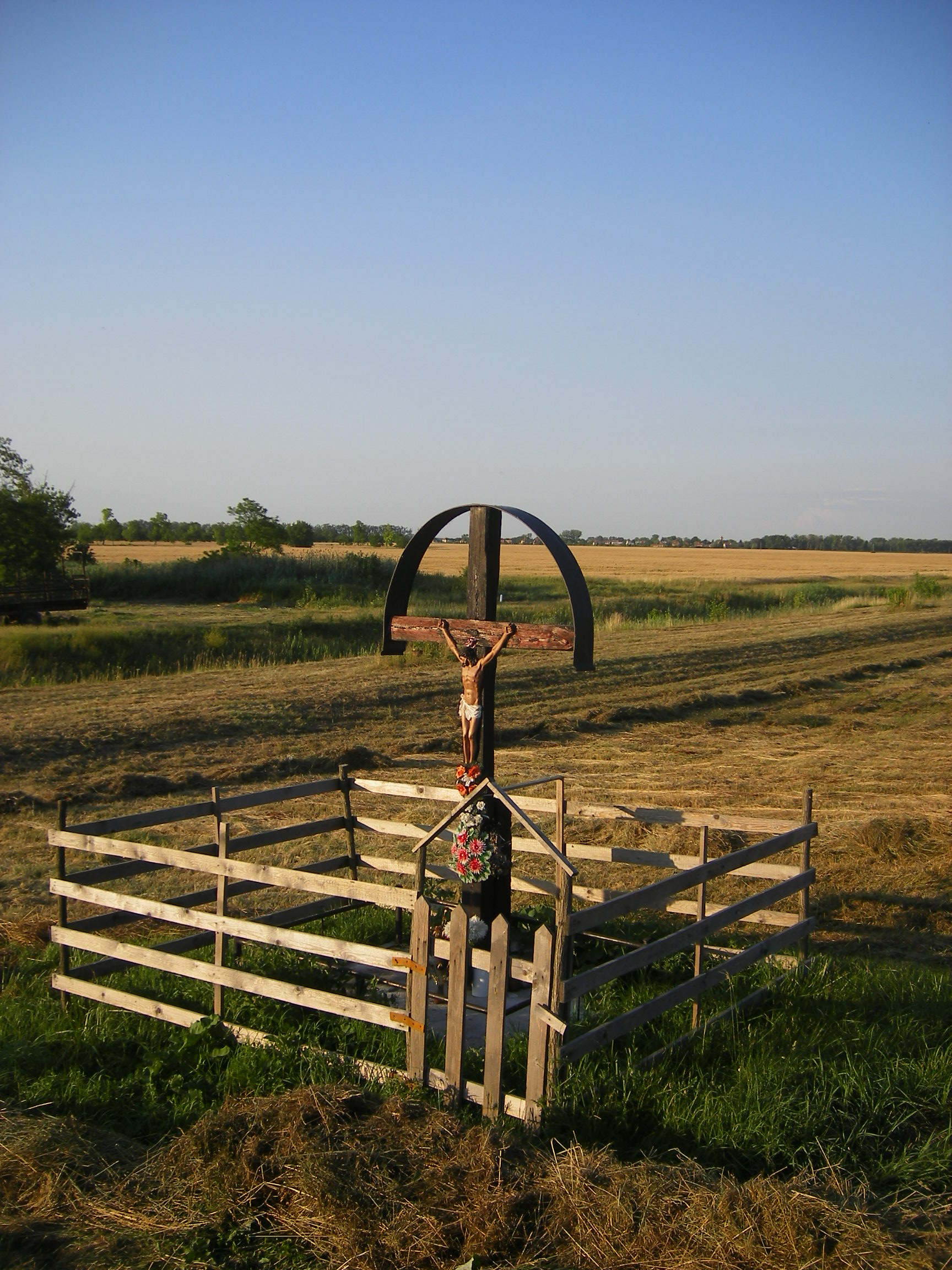
Feszület Nagylélen

### Külterületek

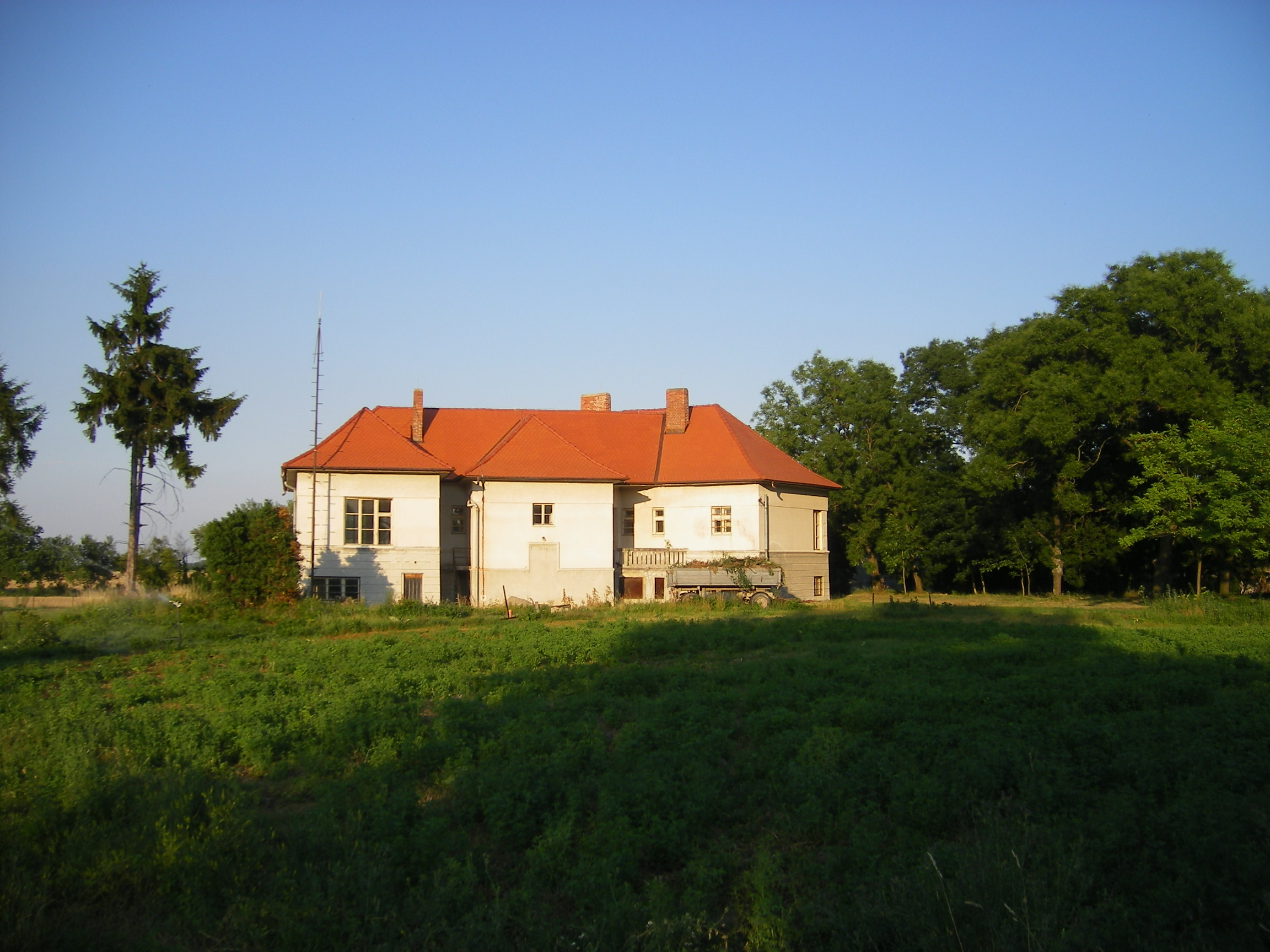
Nagylél – egykori Révész-kastély
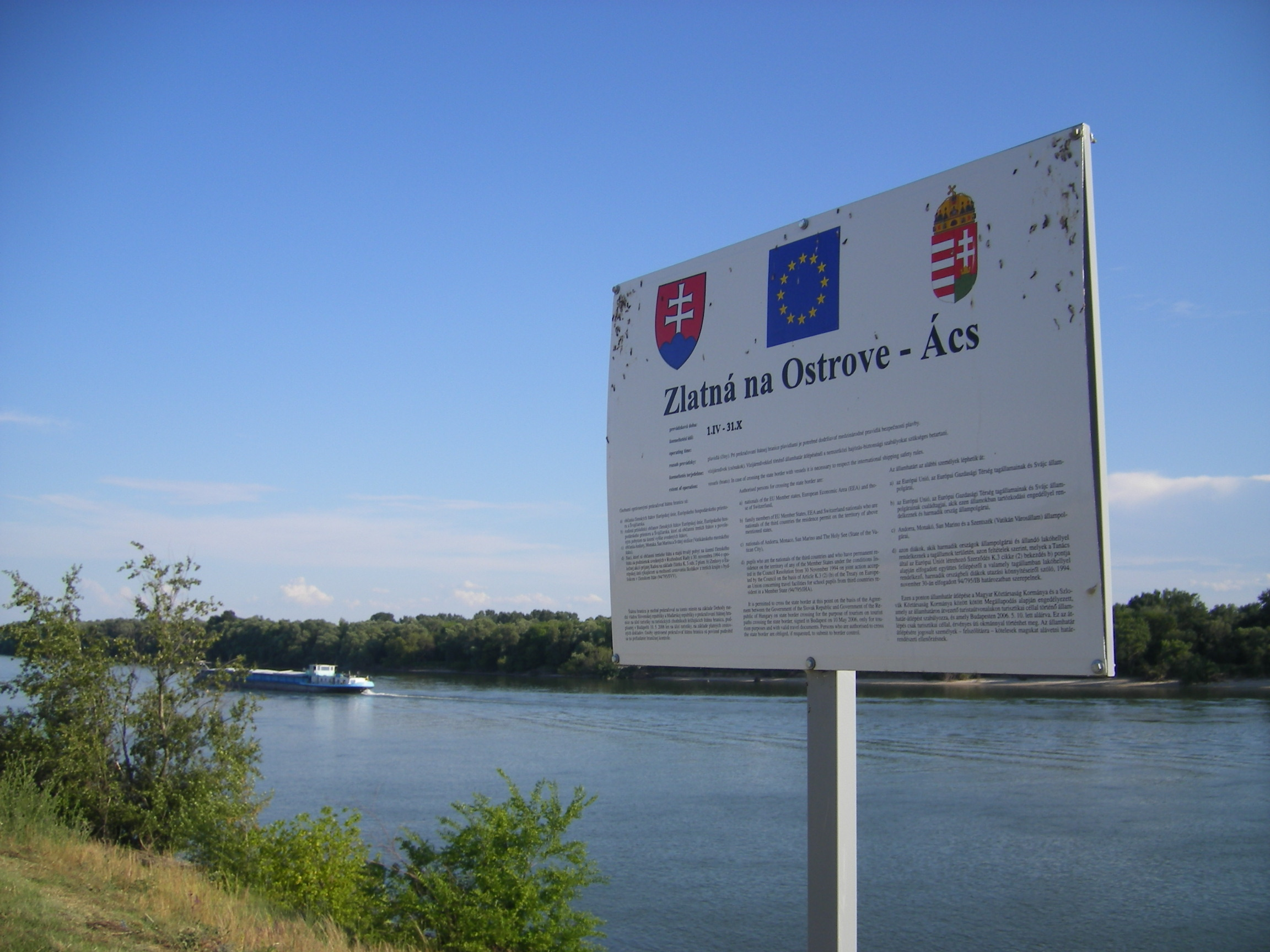
Az aranyosi Duna-parton
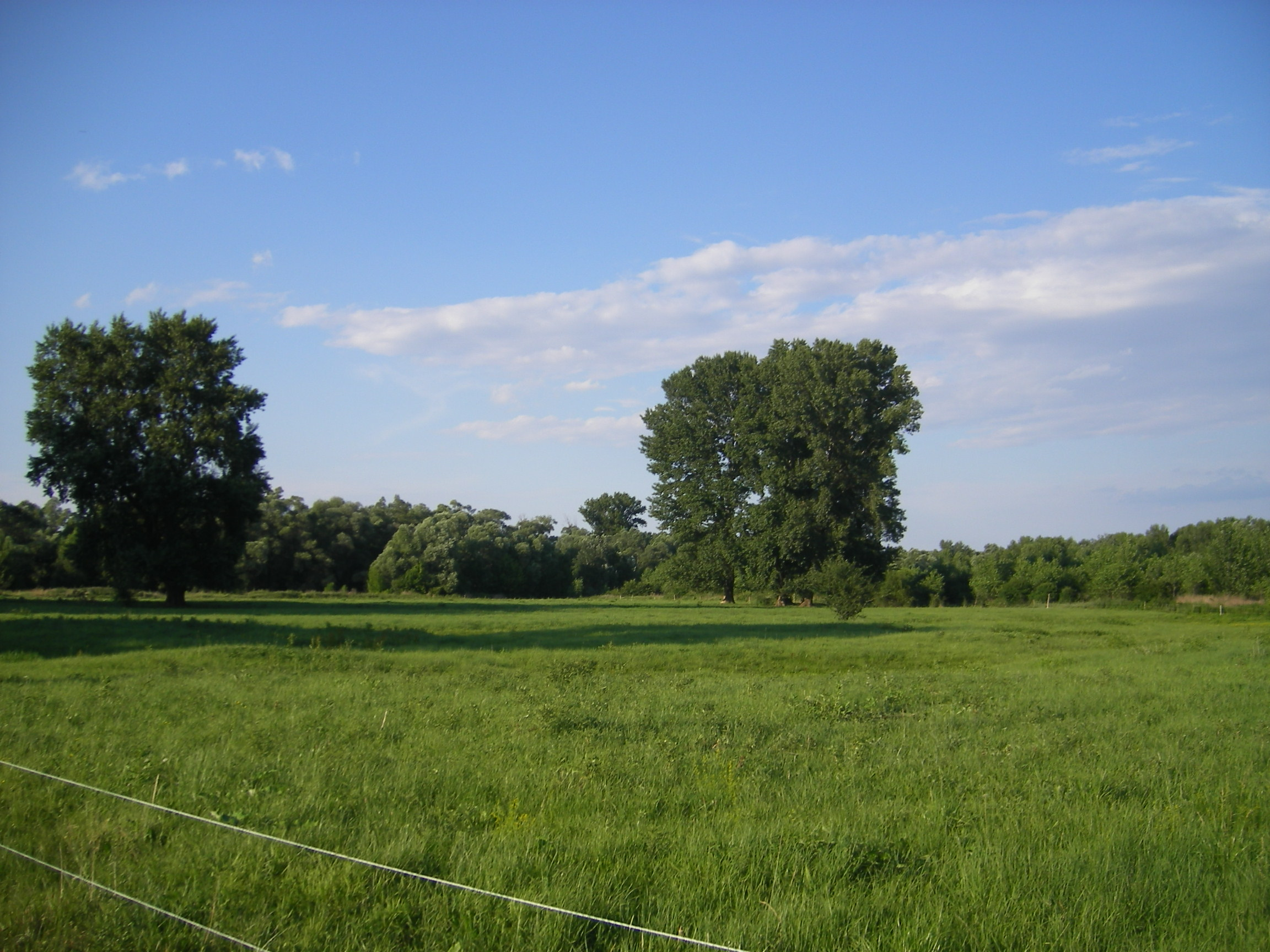
A Léli-szigeten
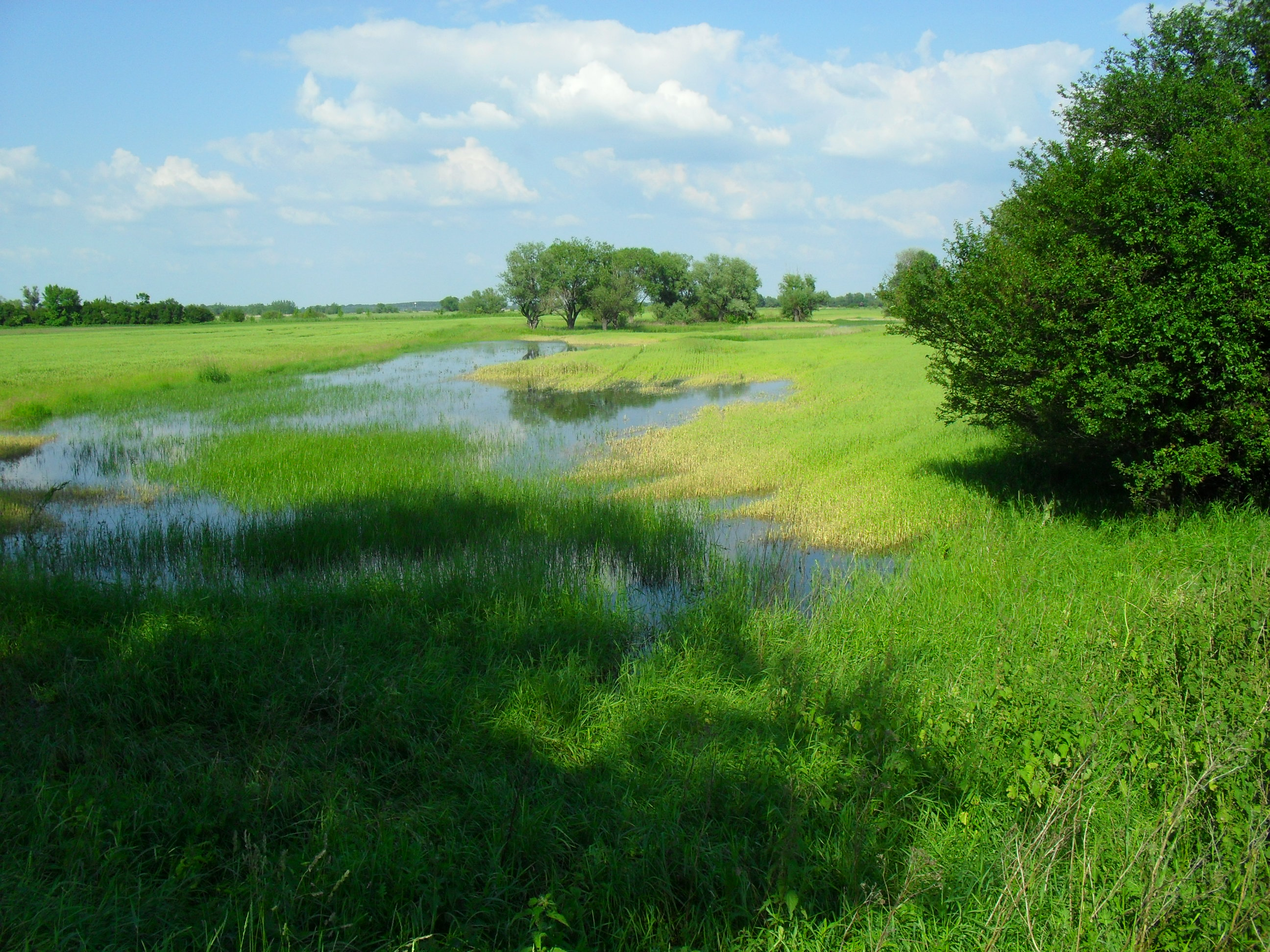
Tájkép a község északi részén
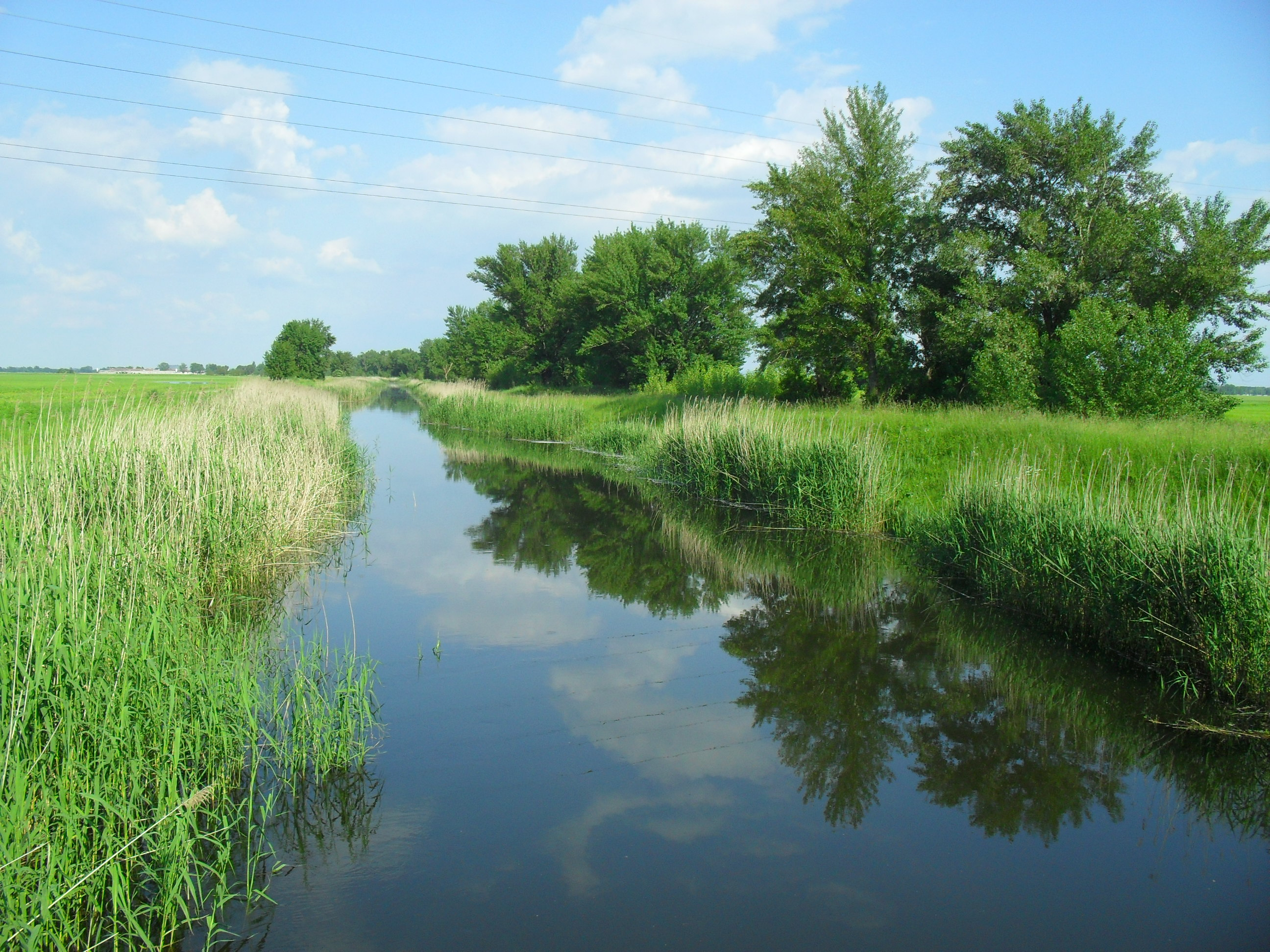
A Komáromi-csatorna a község északi részén
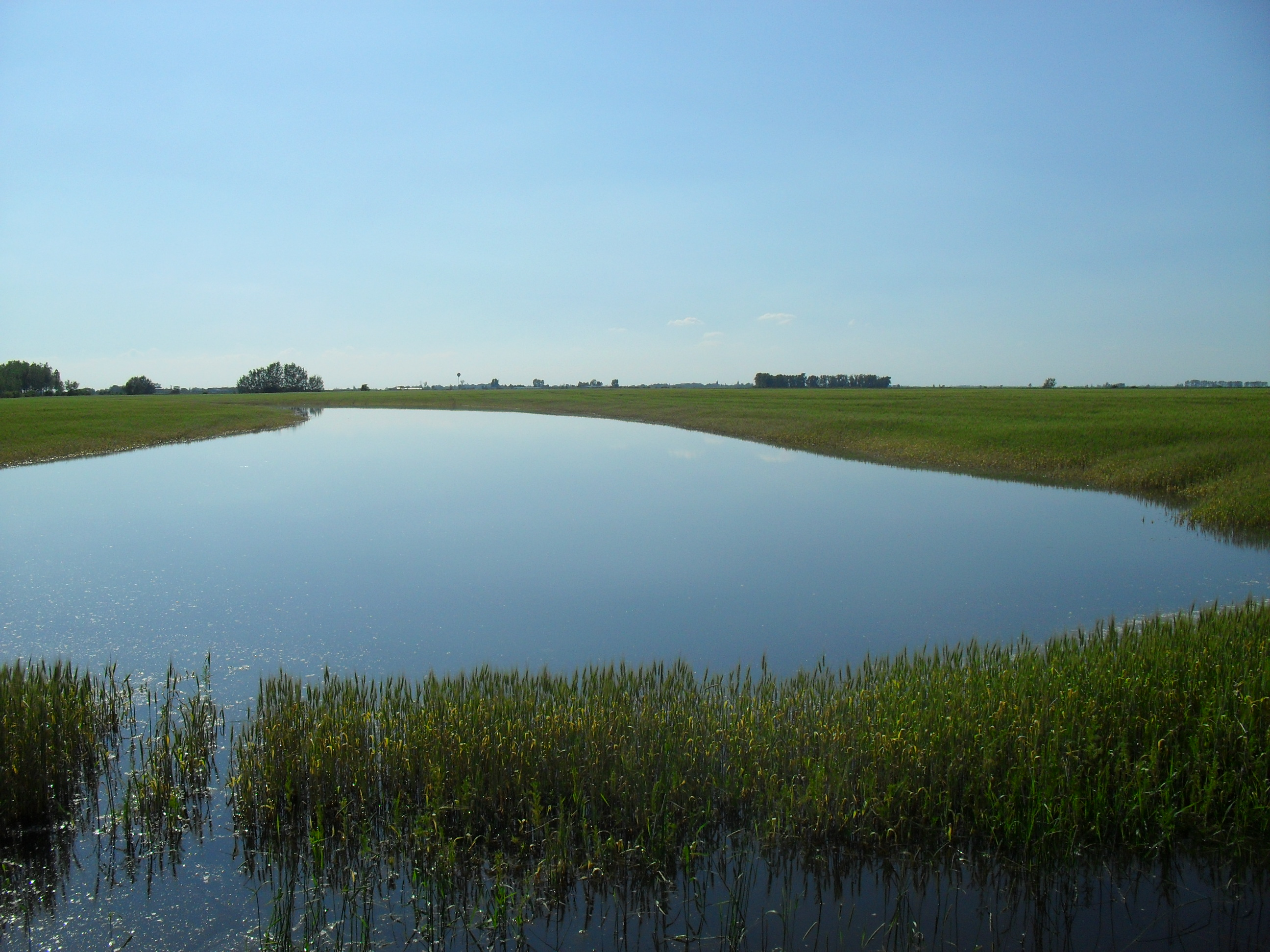
Belvíz a község határában 2010 júniusában

## Testvértelepülés
- Ács, Magyarország (2003 óta)